# モンテディオ山形
モンテディオ山形（モンテディオやまがた、英: Montedio Yamagata）は、日本の山形市、天童市、鶴岡市を中心とする山形県全県をホームタウンとする、日本プロサッカーリーグ（Jリーグ）に加盟するプロサッカークラブ。

## 概要
1984年創部のNEC山形サッカー部が前身となり、1999年よりJリーグへと加盟している。クラブ名称の「モンテディオ」は、イタリア語の「モンテ」（Monte、山）と「ディオ」（Dio、神）を合わせた造語で「山の神」を意味する。
ホームスタジアムはNDソフトスタジアム山形、練習場は山形県総合運動公園（詳細は#スタジアム・練習場を参照）。
運営法人は株式会社モンテディオ山形（2013年8月設立）。なお、2013年度までトップチームを運営していた公益社団法人山形県スポーツ振興21世紀協会はユースなどのアカデミーの運営を行っている（詳細は#運営法人の株式会社化を参照）。

## チームの歴史

### 前史
1984年に創部された山形日本電気のサッカー同好会が前身。1990年から1993年まで東北社会人サッカーリーグを4連覇、1994年よりジャパンフットボールリーグ（JFL）へ昇格。
1996年にチーム名をモンテディオ山形へ変更。1998年2月に運営法人となる山形県スポーツ振興21世紀協会が設立された。1999年からのJリーグの2部制開始とともにJリーグ ディビジョン2（J2）に参加した。

### 1999年 - 2008年（J2）
1999年
前平塚監督の植木繁晴が監督に就任した。
補強面では、市原から鷲田雅一を、平塚から岩元洋成を、京都から吉田達磨を、C大阪から卜部太郎を、ブラジルのリオ・クラロFCからアランを、川崎からムタイルを、札幌からバウテルを完全移籍で獲得し、横浜FMから平間智和をレンタル移籍で獲得した。新人では、鶴商学園高から根本亮助、前橋育英高から小久保純、静岡学園高から飯塚浩記が加入した。
リーグ戦については、第23節終了時までは中位付近を推移していたが、第24節から第29節にかけて5勝1分をマークし4位まで浮上した。しかし、残り7試合を勝利無しで終えた為、順位を落としてシーズンを終えた。リーグ戦の最終成績は15勝4分17敗の勝点48で7位だった。ヤマザキナビスコカップでは1回戦で京都に敗れた（合計スコア1-9）。天皇杯ではJ1勢の神戸、C大阪を続けて破った後、準々決勝で柏に敗れたものの、クラブ初の天皇杯ベスト8進出を果たした。
このシーズンは真下佐登史が得点源として活躍。最終的には18ゴールを挙げてJ2得点ランキング2位となった。
2000年
植木体制2年目。
庄司孝が大分に、卜部太郎がオーストラリアのロッチデール・ローヴァーズFCに、高橋哲が東北1部のTDK SCに完全移籍し、平間智和がレンタル元に復帰した。また、アラン、バウテル、ムタイル、本街直樹、原田紘介、飯塚浩記が退団した。
補強面では、大分からエドウィンを、甲府から堀井岳也を、湘南から西山哲平を完全移籍で、ブラジルのアシスナイコフFCからジェフェルソンを、横浜FMから丸山良明をレンタル移籍で獲得した。新人では、中央大から小田島隆幸、帝京大から依田光正、第一経済大から岡村政幸、日大山形高から笠原信、各務原高から松田英樹、イタリアのデボルティボ・イタリアーノユースから中山夢歩が加入し、ユース所属の白井貞義がトップチームに昇格した。
シーズン途中には、元福岡の永井篤志を完全移籍で、ブラジルのサンパウロFCからワシントン（en）をレンタル移籍で獲得した。
リーグ戦については、4連敗以上の大きな連敗を4回繰り返すなど、全体的に精彩を欠いたシーズンとなり低迷したままシーズンを終えた。リーグ戦の最終成績は11勝2分27敗の勝点33で10位だった。しかし、同年にJ1昇格を決めた浦和と第11節で対戦した際にJ2初黒星をつけ、第40節にも2-1で勝利するなど、上位陣を苦しめる場面を作った。ヤマザキナビスコカップでは1回戦で広島に敗れた（合計スコア1-3）。天皇杯は2回戦でJFLのジヤトコに敗れた。
シーズン終了後、植木が契約満了で監督を退任した。
2001年
元サッカー日本代表の柱谷幸一が監督に就任した。
真下佐登史が関東の図南SCに、中森大介がJFLのジヤトコに、岡村政幸が佐川急便東京SCに完全移籍し、丸山良明がレンタル元に復帰した。また、エドウィン、ワシントン、ジェフェルソン、岩元洋成、中山夢歩、白井貞義が退団した。
補強面では、大宮から佐藤悠介、浮氣哲郎、佐藤太一を、京都から大島秀夫を、湘南から鈴木健太郎を、水戸から渡辺卓を、札幌から大野貴史を、浦和から高橋厳一を完全移籍で獲得し、札幌から佐賀一平をレンタル移籍で獲得した。新人では、山形中央高から吉見一星が加入した。
シーズン途中には、堀井岳也が札幌へレンタル移籍した。
リーグ戦については、第19節終了時までは7勝5分7敗の8位と振るわなかったが、第20節〜第43節終了時までに20勝1分3敗と快進撃を見せ2位まで浮上。山形を含む最大6チームがJ1昇格に絡む大混戦となったが、京都が第43節の湘南戦に勝利し、J1昇格圏内の1位を確定させた為、最終節にJ1昇格圏内の2位を山形、仙台、大分の3チームが勝ち点差3という接戦の中で争うことになった。暫定2位の山形は川崎に対し、90分以内で勝利することが出来れば2位が確定していたが、試合は0-0のまま90分間が終了し、Vゴール方式の延長戦に突入した為、暫定3位である仙台の対戦経過次第となった。仙台は後半ロスタイムに決勝点を挙げて京都に勝利した。この結果、仙台の2位が確定した為、山形はJ1昇格を逃した。その後、山形は延長戦の開始直後に失点して試合にも敗れた。リーグ戦の最終成績は27勝6分11敗の勝点80で3位だった。ヤマザキナビスコカップでは1回戦で浦和に敗れた（合計スコア2-3）。天皇杯は3回戦で神戸に敗れた。
2002年
柱谷体制2年目。
浮氣哲郎、西山哲平が大分に、高橋厳一、笠原信がJFLのジヤトコに、吉田達磨がシンガポールのジュロンFCに、佐藤太一がシンガポールのクレメンティ・カルサFCに、小田島隆幸が群馬県1部の草津に、斉藤誠一が佐川印刷に完全移籍し、佐藤淳志が退団した。また、札幌にレンタル移籍していた堀井岳也が完全移籍への移行に伴い退団した。
補強面では、湘南から酒井良、貞富信宏を、浦和から小島徹を、市原から井上雄幾を完全移籍で獲得した。更に、佐賀一平がレンタル移籍から完全移籍に移行した。新人では、駒澤大から桜井繁、順天堂大から藤田芳正、国士舘大から松田和之が加入し、ユース所属の秋葉勝がトップチームに昇格した。
シーズン途中には、ドイツ3部のSVヴァッカー・ブルクハウゼンから西脇良平を完全移籍で獲得した。
リーグ戦については、開幕戦から4連敗を喫し最下位からのスタートとなった。その後も勝ち星を重ねることが出来ずに低迷を引きずったままシーズンを終えた。リーグ戦の最終成績は6勝17分21敗の勝点33で11位だった。天皇杯は1回戦で関東の群馬FCホリコシに敗れた。
2003年
柱谷体制3年目。
佐藤悠介がC大阪に、鈴木健太郎が東京Vに、吉見一星が佐川印刷に、佐賀一平、酒井良、貞富信宏が九州の沖縄かりゆしFCに、西脇良平、大野貴史、松田英樹が東海1部の静岡FCに完全移籍し、小島徹が退団した。また、渡辺卓が現役を退いてユースチームの監督に就任した。その他では、根本亮助と斉藤武志が、ブラジルのジャボチカバウ・アトレチコに留学する為、1月から6月までチームを離脱した。
補強面では、鹿島から中村幸聖を、FC東京から星大輔、松田正俊を、C大阪から川崎健太郎、羽地登志晃、越智隼人を、G大阪から阿江孝一を、札幌から古川毅を、大宮から伊東真吾を完全移籍で、ブラジルのマルトロンからニヴァウドをレンタル移籍で獲得した。また、ブラジルのオリンピアFC）からアレッシャンドレをレンタル移籍で獲得したが、シーズン途中で退団している。新人では、帝京高から大瀧直也が加入した。
シーズン途中には、市原から小林久晃をレンタル移籍で獲得した。
リーグ戦については、開幕6試合で1分5敗と最下位スタートとなったが、第7節から勝ち星が付き始めて、第24節終了時には4位まで浮上した。しかし、その直後から連敗を重ねるようになり失速。そのままシーズンを終えた。リーグ戦の最終成績は15勝10分19敗の勝点55で8位だった。天皇杯は3回戦で神戸に敗れた。
シーズン終了後、柱谷が契約満了で監督を退任した。
2004年
JFAナショナルトレセンコーチを務めていた鈴木淳が監督に就任した。
鷲田雅一、羽地登志晃が市原に、依田光正、小久保純がJFLの草津に完全移籍し、ニヴァウド、藤田芳正、伊東真吾、松田和之が退団した。また、斉藤武志が現役を退いてクラブ下部組織の育成普及コーチに就任した。
補強面では、大宮から大塚真司を、川崎から林晃平を完全移籍で獲得。小林久晃がレンタル移籍から完全移籍に移行した。また、ブラジルのグアラニFCからレオナルドを、FC東京から迫井深也をレンタル移籍で獲得した。その他では、ブラジルのECサント・アンドレからデーニをレンタル移籍で獲得したが、シーズン途中で退団している。新人では、東海大山形高から堀内大輔、鶴岡東高から井関武志が加入した。
シーズン途中には、新潟から宮沢克行を、浦和から梅田直哉をレンタル移籍で獲得した。
リーグ戦については、第11節終了時点で5勝5分1敗の2位につけるなど幸先の良いスタートを切ったものの、主力選手の怪我などが響いて停滞し、第30節終了時に6位まで順位を下げた。しかし上位進出を目指して、シーズン途中に宮沢らを獲得した結果、第29節から7勝2分と快進撃を見せ3位まで再浮上した。しかし、2位の大宮との直接対決に敗れた為、J1自動昇格圏内に入るまでには至らなかった。その後、J1・J2入れ替え戦の出場権が得られる3位を福岡、京都と争ったが、最終節で3位の福岡との直接対決に敗れた為、J1・J2入れ替え戦進出を逃しシーズンを終えた。リーグ戦の最終成績は19勝14分11敗の勝点71で4位だった。天皇杯は4回戦で横浜FMに敗れた。
このシーズンは、大島秀夫が得点を量産し活躍。22得点を挙げてJ2得点ランキング2位（日本人選手では1位）となった。また、勝点105をマークするなど、圧倒的な強さでJ2を制した川崎に対して2勝1分1敗と、当時J2に所属していたチームの中で唯一勝ち越した。
シーズン終了後、NEC山形時代からゴールマウスを守り続けてきた、地元出身選手の鈴木克美が現役引退を表明した。
2005年
クラブスローガン：INNOVATION 我々が変わり、そして変えていく
鈴木体制2年目。
昨シーズンにJ2得点ランキング2位となった大島秀夫が横浜FMに、星大輔、松田正俊が京都に、中村幸聖が新潟に、井上雄幾が甲府に、大瀧直也が東北1部の盛岡に完全移籍し、宮沢克行、梅田直哉、迫井深也がレンタル元に復帰。古川毅、越智隼人が退団した。
補強面では、横浜FMから小原章吾、本橋卓巳を、横浜FCから臼井幸平を、広島から外池大亮を完全移籍で獲得。また、レオナルドがレンタル移籍から完全移籍に移行した。更に、横浜FMから阿部祐大朗を、広島から高木和正を、鹿島から田中康平を、名古屋から原竜太をレンタル移籍で獲得した。原はシーズン途中に完全移籍へ移行している。その他では、ブラジル2部のアヴァイFCからチッコ をレンタル移籍で獲得したが、シーズン途中で退団している。新人では、大阪学院大から佐々木勇人が加入。開幕戦で先発メンバーに抜擢されるや否や、1ゴール2アシストを記録するなど、加入初年度から即戦力として活躍した。
シーズン途中には、柏から清水健太を、大分から小森田友明をレンタル移籍で獲得し、山形大の塩沢勝吾を特別指定選手として追加登録した。
リーグ戦については、非常に高い守備力を誇り、第36節終了時点で失点数が34点と、京都の33点に次いで2番目に少ない記録だった反面、得点力不足が影響して勝ち切れずに引き分ける試合が多かったことから、自動昇格圏内の京都と福岡に追い付くことが出来ずに3位〜4位を推移した。その後、J1・J2入れ替え戦の出場権が得られる3位を札幌、仙台、甲府と争ったが、第37節から4連敗を喫し脱落した。リーグ戦の最終成績は16勝16分12敗の勝点64で5位だった。天皇杯は4回戦で浦和に敗れた。
シーズン終了後、鈴木が契約満了で監督を退任。新潟の監督に就任した。
2006年
クラブスローガン：CONCENTRATION 集中
横浜FMでトップチームコーチを務めた樋口靖洋が監督に就任した。
この年からサテライトリーグへの参加を開始した（2009年に廃止。2010年以降はみやぎチャレンジリーグに参加）。
大塚真司、川崎健太郎が札幌に、小林久晃が神戸に、田中康平が仙台に、外池大亮が湘南に、高木和正が東海1部の岐阜に、堀内大輔が東北1部の盛岡に完全移籍。また、阿江孝一、井関武志、塩沢勝吾が退団し、小森田友明がレンタル元に復帰した。
補強面では、仙台の看板選手として活躍した財前宣之を、福岡から木藤健太を、川崎から渡辺匠、木村誠を、鳥栖から氏原良二、高林佑樹を完全移籍で獲得。更に、昨シーズン大宮でプレーしたレアンドロをナシオナウAC）からレンタル移籍で獲得した。新人では、四日市中央工高から坂井将吾、向上高から鈴木雄太、駒澤大から鈴木亮平、羽黒高からドグラス、韓国の白岩高からイ・ジョンミンが加入した。
シーズン途中には、新潟から2004年に山形でプレーした宮沢克行を、FC東京から前田和也を完全移籍で獲得した。
リーグ戦については、第8節まで勝利することが出来ず最下位に沈んだ為、試合後に不満を抱えた一部の山形サポーターが監督の樋口や、専務理事兼ゼネラルマネージャーの金村勲（当時）に対して引責辞任を求める座り込みの抗議行動まで起こったが、第9節徳島戦で初勝利を挙げた後、第15節から4連勝、第25節から3連勝を達成した結果、順位が6位まで浮上した。しかし、守備に安定感を欠いたことや、主力選手を怪我で欠くなどの影響が及び、最後までJ1昇格争いに加わることが出来ないままシーズンを終えた。リーグ戦の最終成績は17勝14分17敗の勝点65で8位だった。天皇杯は4回戦で甲府に敗れた。
このシーズンは、レアンドロが得点を量産し活躍。23得点を挙げてJ2得点ランキング3位となった。
この年に経営陣の刷新が行われた。任期満了に伴い金森義弘が理事長をシーズン途中に退任。金村も連帯する形で退任した。後任には鹿島元専務の海保宣生が理事長に就任した。この刷新劇の前後に、金森が率いた前経営陣による「J1昇格争いをすれば観客動員が増え収入増になるはず」という強気な経営計画により約1億3000万円の負債を抱えた末に、その穴埋めとして『J1昇格準備金』として用意していた予算を大幅に取り崩していたことが判明し、内外にその厳しい台所事情を露呈した。その他では、3月23日に、日本サッカー協会参事で山形県米沢市出身の新藤一晴が常務理事に就任。12月20日に、財政難で選手補強や有望新人の獲得が難しい状況の中、スカウト部門の強化を図るべく、鹿島のスカウト担当部長だった平野勝哉を強化育成部アドバイザーとして招聘した。
11月28日に、長年に渡りチームを支えた高橋健二と、太田雅之が現役引退を表明。共にフロント入りした。
2007年
クラブスローガン：再創生 リスタート
樋口体制2年目。
昨シーズンに23得点を挙げるなど活躍したレアンドロが神戸に完全移籍した。また、永井篤志が仙台に、内山俊彦が神戸に、原竜太が湘南に、氏原良二が草津に、高林佑樹がJFLのTDK SCに、阿部祐大朗が北信越1部のフェルヴォローザ石川・白山FCに、ドグラスが九州のニューウェーブ北九州に完全移籍し、桜井繁が甲府にレンタル移籍。イ・ジョンミンが退団した。
補強面では、名古屋から北京五輪代表を目指すべく出場機会を求めていた豊田陽平を、鹿島から1999年FIFAワールドユース選手権の準優勝メンバーだった石川竜也をレンタル移籍で獲得。更に、横浜FCから北村知隆を、京都から1999年〜2003年まで山形に在籍していた鷲田雅一を、FC東京から遠藤大志を完全移籍で、浦和から横山拓也をレンタル移籍で獲得した。また、清水健太がレンタル移籍から完全移籍に移行した。新人では、順天堂大から佐藤健太郎、中央大から園田拓也、富山第一高から高橋駿太が加入した。
シーズン途中には、群馬県1部の図南SCから須田興輔を、ブラジル2部のASAからグスタヴォを完全移籍で獲得した。
リーグ戦については、序盤は首位に立ったものの、怪我人の続出を補いきれない選手層の薄さと、深刻な得点力不足から急速にチームは失速。その後も浮上すること無く、第45節愛媛戦に敗れたことでJ1昇格の可能性が消滅。そのままシーズンを終えた。リーグ戦の最終成績は15勝13分20敗の勝点58で9位だった。天皇杯は4回戦でG大阪と対戦したが、PK戦で敗れた。
シーズン終了後、樋口が契約満了で監督を退任。コーチの島根聡一、GKコーチの南省吾も退任した。
11月30日には、主力フォワードの一員として山形の攻撃陣を牽引した林晃平が現役引退を表明した。
2008年
クラブスローガン：BE MOVING!
C大阪元監督の小林伸二が監督に就任した。
チームの看板選手として活躍した佐々木勇人がG大阪に、臼井幸平が湘南に、前田和也が関東1部の日立栃木UVAに、鷲田雅一がJFLの栃木SCに、鈴木亮平が北信越1部の松本山雅に、横山拓也が愛媛に完全移籍し、グスタヴォ、須田興輔が退団した。
補強面では、柏から長谷川悠を、C大阪から宮本卓也を、FC東京からリチェーリをレンタル移籍で、福岡から宮崎光平、内藤友康を完全移籍で獲得。新人では、明治大から石井秀典、市立船橋高から山田拓巳、柏レイソルU-18から太田徹郎、前橋育英高から廣瀬智靖が加入した。
シーズン途中には、千葉から馬場憂太をレンタル移籍で獲得した。
リーグ戦については、第14節終了時は7位だったが、次第に組織的な守備をベースとした戦術が浸透し、少ない得点で勝ち切る試合が増えていった。また、北京五輪日本代表に選ばれた豊田陽平や、加入後にストライカーとして才能を開花させた長谷川を中心とした若手選手の活躍により、仙台とのみちのくダービーでは9年振りに勝ち越すなど、シーズン中盤からはJ1自動昇格圏内の2位をキープし、11月30日第44節の愛媛戦（右図）で勝利を収めて2位が確定。翌12月1日のJリーグ臨時理事会でJ1昇格が承認された。リーグ戦の最終成績は23勝9分10敗の勝点78で2位だった。天皇杯は4回戦で川崎に敗れた。
シーズン終了後、根本亮助が現役引退を表明。Jrユース庄内コーチに就任した。

### 2009年 - 2011年（J1）
2009年
クラブスローガン：J1出陣。
クラブ史上初となるJ1リーグ1年目のシーズンを迎え、小林体制2年目がスタートした。
2トップの一角としてJ1昇格に貢献した豊田陽平が京都に、本橋卓巳が栃木SCに、高橋駿太が関東1部の日立栃木UVAに、内藤友康が東北1部の福島ユナイテッドFCに、昨シーズンまで甲府にレンタル移籍していた桜井繁が仙台に完全移籍し、リチェーリ、馬場憂太が退団した。
補強面では、C大阪から古橋達弥を、ポルトガル1部のセトゥーバルからキム・ビョンスクを完全移籍で、川崎から植草裕樹、柏から小林亮をレンタル移籍で獲得。更に、石川竜也、宮本卓也がレンタル移籍から完全移籍に移行した。また、ブラジル1部のクルゼイロからジャジャを、ブラジル2部のSEガマからアンドレ・シルバをレンタル移籍で獲得したが、出場機会を得られないままシーズン途中で退団している。新人では、山形FCユースから栗原祐樹が加入。ユース所属の佐藤永志がトップチームに昇格した。
シーズン途中には、浦和から赤星貴文を、広島から西河翔吾を、ブラジル1部のアトレチコ・パラナエンセからファグネルをレンタル移籍で獲得した。
リーグ戦については、開幕戦で磐田と対戦。チーム記録となる6得点を奪いJ1初勝利を収めた（スコア6-2）。その後は、怪我人が続出するなど戦力が維持出来なくなり、第16節終了時点でJ2降格圏内の16位まで順位を下げた。この苦境を打破するべく西河らをレンタル移籍で獲得。これが功を奏し、第30節終了時点で15位とJ1残留圏内まで浮上し、16位の柏との勝点差を10に広げた。しかし、第31節鹿島戦（スコア0-2）では、Jリーグ史上初となるシュート数0本を記録するなど、終盤に近づくにつれ精彩を欠いていった。11月28日の第33節名古屋戦においても敗れたが（スコア0-2）、柏が大宮戦 にて引き分けた為、残り1試合で勝ち点差が4となり、順位が降格圏まで下がる可能性が無くなったことから、J1残留が確定した。リーグ戦の最終成績は10勝9分15敗の勝点39で15位だった。ヤマザキナビスコカップは2勝1分3敗の5位で予選リーグ敗退。
天皇杯は3回戦で明治大学に敗れ（スコア0-3）、日本サッカー史上初となる、公式戦でJ1クラブが大学チームに敗れる波乱となった。
この年のJリーグアウォーズにおいて、J1フェアプレー賞を獲得した。
2010年
クラブスローガン：前へ!
小林体制3年目。
クラブの経営力向上に尽力した理事長の海保宣生が健康上の理由により3月末をもって退任。後任として山形県サッカー協会専務理事の川越進が就任した。また、強化育成部アドバイザーの平野勝哉も1月末をもって退任した。
財前宣之がタイ・プレミアリーグのムアントン・ユナイテッドに、小原章吾が愛媛に、渡辺匠が熊本に、木村誠がJFLの金沢に、木藤健太が九州の三菱重工長崎SCに、遠藤大志がJFLのソニー仙台に完全移籍した。また、長年に渡り守備の要として活躍したレオナルドと、赤星貴文、坂井将吾、ファグネルが退団した。
補強面では、懸案であった攻撃陣の弱さを補うべく、鹿島から田代有三、増田誓志をレンタル移籍で獲得した。また、千葉から戦力外通告を受けてトライアウトに参加していた下村東美を、城南一和から元U-23韓国代表ハン・ドンウォンを完全移籍で、横浜FMからキム・クナンをレンタル移籍で獲得。更に、2008年・2009年のチーム得点王である長谷川悠と、昨シーズン途中加入し残留に大きく貢献した西河翔吾がレンタル移籍から完全移籍に移行した。新人では、国士舘大から伊東俊、浦和ユースから中村隼、高知大から中野圭が加入した。
シーズン途中には、C大阪から前田和哉を完全移籍で獲得した。
リーグ戦については、開幕から4試合連続未勝利でスタートしたが、第5節広島戦で初勝利を挙げた後、第12節終了時点で4勝2分6敗の13位でワールドカップに伴うリーグ中断期間を迎えた。リーグ再開後、ヤマザキナビスコカップから機能し始めた4-3-3システムが功を奏し、J1では初めての開催となるみちのくダービーでの勝利（スコア3-1）を皮切りに、浦和やG大阪、横浜FMといった強豪相手にも勝利を収めるなど、徐々に勝ち点を積み上げてJ1残留圏内を維持した。その後、第32節の京都戦に勝利してJ1残留を決めた。リーグ戦の最終成績は11勝9分14敗の勝点42で13位だった。ヤマザキナビスコカップは3勝1分2敗の3位で予選リーグ敗退。天皇杯は準々決勝で清水と対戦したが、PK戦で敗れた。
シーズン終了後、ヘッドコーチの長島裕明がFC東京のトップチームコーチに就任する理由で退団した。
この年のJリーグアウォーズにおいて、J1フェアプレー賞を2年連続で獲得した。
2011年
クラブスローガン：「粘強」NEZZUGU
小林体制4年目。
田代有三、増田誓志、キム・クナンがレンタル元に復帰し、キム・ビョンソク、ハン・ドンウォン、佐藤永志、栗原祐樹が退団した。
補強面では、鹿島から船山祐二、福岡から大久保哲哉、サンパウロ州リーグ1部（ブラジル）のリオ・クラロFCからマイコン、元東京Vのエルサムニー・オサマを完全移籍で獲得。鹿島から川島大地をレンタル移籍で獲得した。また、植草裕樹、小林亮がレンタル移籍から完全移籍に移行した。その他では、ルーマニア1部のCFRクルジュからウーゴを完全移籍で獲得したが、同年4月10日に「家庭の事情」により退団した。
シーズン途中には、広島から山崎雅人をレンタル移籍で獲得した。
リーグ戦については、開幕戦で川崎に敗れた6日後に東日本大震災が発生。リーグ戦は1ヶ月以上中断した。この間、震災後のインフラ被害や物資不足などの影響で満足にトレーニングを行うことが出来なかった為、リーグ戦を戦い抜く体力が培われず怪我人が続出した。更に、昨シーズンまでの守備偏重の戦術から、ショートカウンターで高い位置からボールを奪うことと、攻撃でポゼッション率を高める戦術に変えて試合に臨んだが成績は低迷し、第20節終了時点でJ2降格圏内の17位に沈んだ。その後、シーズン途中に山崎を獲得して巻き返しを図ったが、崩壊した守備を立て直すことが出来ずに黒星を重ねた。そして、11月3日の第31節神戸戦に敗れてJ2降格圏の16位以下が確定。残り3節を残してJ2降格が決定した。その後、第32節福岡戦でも敗れて最下位に転落。そのままシーズンを終えた。リーグ戦の最終成績は5勝6分23敗の勝点21で18位だった。ヤマザキナビスコカップは1回戦で浦和に敗れた（合計スコア1-4）。天皇杯は3回戦でJ2勢の京都に敗れた。
シーズン終了後に小林伸二が任期満了で監督を退任した。理事長の川越も任期満了を待たずに辞任し、副理事長の高橋節が2012年3月末まで理事長代行を務めることになった。(2012年4月1日より理事長に就任)
この年のJリーグアウォーズにおいて、J1フェアプレー賞を3年連続で獲得した。

### 2012年 - 2014年（J2）
2012年
クラブスローガン：「連」 連動・連携・連結
元鹿島トップチームコーチの奥野僚右が監督に就任した。
長谷川悠が大宮に、古橋達弥、下村東美が湘南に、佐藤健太郎が千葉に、宮崎光平が徳島に、園田拓也が愛媛に、大久保哲哉が横浜FCに、植草裕樹が神戸に完全移籍し、マイコン、エルサムニー・オサマが退団した。
補強面では、山崎雅人がレンタル移籍から完全移籍に移行し、鳥栖から永田亮太、同じく鳥栖から昨シーズン草津でプレーしていた萬代宏樹を完全移籍で、仙台から中島裕希、清水から岡根直哉、柏から昨シーズンJFLの秋田でプレーしていた比嘉厚平をレンタル移籍で獲得した。新人では、明治大学から宮阪政樹、慶應義塾大から日高慶太が加入した。宮阪は2009年天皇杯3回戦で山形を破った明治大学イレブンの一人だった。
シーズン途中には、柏から林陵平、C大阪からブランキーニョをレンタル移籍で獲得し、伊東俊が愛媛へレンタル移籍した。
リーグ戦については、開幕戦で千葉に敗れたが、第2節から3連勝を達成し、第6節から11試合連続負け無しの成績を収めるなど、第13節、第17節、第18節、第21節終了時にそれぞれ首位に立った。しかし、後半戦初戦となる第22節栃木SC戦で敗れ4位に後退。その後はJ1昇格プレーオフ進出圏内となる6位前後を維持し、第32節終了時には4位まで順位を戻したものの、第33節鳥取戦から3連敗を喫するなど、最終10試合の成績は1勝2分7敗と失速。そのまま浮上すること無くシーズンを終えた。リーグ戦の最終成績は16勝13分13敗の勝点61で10位だった。天皇杯は3回戦でC大阪に敗れた。
6月3日の第17節鳥取戦で、3人の途中交代を含めた出場フィールドプレイヤー13人全員がシュートを記録した（シュート数27本、スコア5-1）。
前年度までキャプテンを務め、クラブ初のJ1昇格に貢献した宮沢克行が、11月8日に現役引退を表明した。
2013年
クラブスローガン：「信」 shin　進化 深化 神化
奥野体制2年目。コーチ陣が一新され、川崎や町田の監督を歴任した相馬直樹がヘッドコーチに就任した。
太田徹郎が柏に、鈴木雄太が湘南に、船山祐二、宮本卓也が福岡に、前田和哉が北九州に、永田亮太が群馬に、中野圭が佐川印刷に、北村知隆が三重県2部のヴィアティンFCに完全移籍し、ブランキーニョ、岡根直哉、川島大地がレンタル元に復帰した。
補強面では、水戸からロメロ・フランク、京都から中村太亮、FC東京から常澤聡、横浜FCから堀之内聖、大分から作田裕次を完全移籍で獲得。また、レンタル移籍だった中島裕希、林陵平、比嘉厚平が完全移籍に移行し、愛媛にレンタル移籍していた伊東俊が復帰した。新人では、盛岡商業高から谷村憲一、韓国の成均館大学校からU-20韓国代表経験のあるイ・ジュヨン、同じく韓国の建国大学校からキム・ボムヨンが加入し、ユース所属の鈴木翼がトップチームに昇格した。
シーズン途中には、JFLのソニー仙台から大久保剛志、ウルグアイ1部のCAベジャ・ビスタからペーニャが加入し、日高慶太が町田へレンタル移籍した。
リーグ戦については、開幕2試合は連敗スタートだったが、第3節から4連勝を達成し2位に浮上した。しかし、第7節から3連敗、第22節から4連敗を喫するなど、第26節終了時点で14位まで順位を下げた。その後は、連敗無く中位付近の順位を推移してJ1昇格プレーオフ出場権争いにも絡んだが、第41節G大阪戦で敗れて9位以下が確定した。リーグ戦の最終成績は16勝11分15敗の勝点59で10位だった。天皇杯は4回戦で川崎に敗退した。
シーズン終了後、奥野が契約満了で監督を退任。相馬はヘッドコーチを退任後、町田の監督に再び就任した。
前年度と比較して得点力が大幅に向上し、総得点数は74点を記録。同年にJ1昇格を果たしたG大阪、神戸に次いで3番目に高い記録だった反面、課題だった守備構築の改善が上向くことが無く失点を重ねた為、総失点数はリーグワースト4位となる61点を記録した。無失点試合は、第3節長崎戦、第10節熊本戦、第38節愛媛戦、第42節東京V戦の4試合に留まった。
2014年
クラブスローガン：新風
前身のNEC山形元監督である石崎信弘が監督に就任。山形には16年振りの復帰となった。
この年、トップチーム事業を山形県スポーツ振興21世紀協会から、株式会社モンテディオ山形に移行。協会理事長の高橋節が初代社長に就任した。また、横浜FMの強化部長を務めていた石井肇をチーム強化・統括を担当するテクニカルダイレクターとして招聘した。
中村太亮が千葉に、作田裕次が金沢に、大久保剛志がタイ・プレミアリーグのバンコク・グラスFCに完全移籍し、廣瀬智靖が徳島に、中村隼が長崎にレンタル移籍。ペーニャが退団した。また、堀之内聖が昨シーズンをもって現役引退を表明した。
補強面では、ブラジル2部のアメリカ-RNから柏や東京Vなどで活躍したディエゴを、富山から舩津徹也を、栃木から當間建文を、磐田から松岡亮輔を、愛媛から兼田亜季重を完全移籍で獲得し、G大阪から川西翔太をレンタル移籍で獲得した。また、町田にレンタル移籍していた日高慶太が復帰した。新人では、横浜FMユースから、2013年日本クラブユースサッカー選手権（U-18）においてMVPに輝いた汰木康也が加入した。
シーズン途中には、浦和から山岸範宏をレンタル移籍で獲得し、神奈川大の高木利弥を特別指定選手として追加登録。谷村憲一が鳥取へレンタル移籍した。
リーグ戦については、連勝を達成することが出来ないまま中位付近を推移していたが、第22節から3連敗を喫し12位に転落した。しかし、第30節水戸戦において、プレスがかからず押されていた理由から、システムを「4-2-3-1」から「3-4-2-1」に変更し勝利。この3バックシステムが現状の戦力に合致したことから、その後も同システムを採用し勝ち星を重ねていった。そして、第37節岡山戦に勝利し、初めてJ1昇格プレーオフ進出圏内の6位に立つと同時に今シーズン初の2連勝を達成した。その後、第38節横浜FC戦に敗れ7位に転落したものの、第40節に再び6位に返り咲くとシーズン終了まで順位を維持し、クラブ史上初のJ1昇格プレーオフ進出を果たした。リーグ戦の最終成績は18勝10分14敗の勝ち点64で6位だった。
J1昇格プレーオフでは、準決勝で磐田を（スコア2-1）、決勝で千葉を（スコア1-0）それぞれ破り優勝。4年ぶりのJ1復帰を果たした。
天皇杯は、準決勝で千葉を破ってクラブ史上初かつ東北地方のクラブとしては、第13回大会（1933年）の仙台サッカークラブ以来81年振りとなる決勝進出を果たした。決勝はG大阪に敗れたが準優勝の成績を収めた。
この年のJリーグアウォーズにおいて、J2フェアプレー賞を獲得した。

### 2015年（J1）
2015年
クラブスローガン：山形総力戦
新加入
| Pos | 選手名     | 最終所属     | 備考                     |
| GK  | 中村隼     | 長崎         | レンタル満了             |
| GK  | 摂津颯登   | 山形ユース   | 昇格 14年6月に2種登録    |
| DF  | 渡辺広大   | 仙台         |                          |
| DF  | 瀬川和樹   | 群馬         |                          |
| DF  | 宇佐美宏和 | 湘南         |                          |
| DF  | 高木利弥   | 神奈川大学   | 14年に特別指定選手登録   |
| DF  | 高木純平   | 清水         | レンタル 3月に加入       |
| DF  | 中村英之   | 岐阜         | 5月に加入                |
| MF  | アルセウ   | マリーリアAC | 07、09、10年は柏でプレー |
| MF  | 小椋祥平   | G大阪        | レンタル 7月に加入       |
| FW  | 高崎寛之   | 鹿島         | レンタル 8月に加入       |

移籍
| Pos | 選手名       | 移籍先                          | 備考                                  |
| GK  | 清水健太     | 讃岐                            |                                       |
| GK  | 常澤聡       | 岐阜                            |                                       |
| DF  | 小林亮       | 群馬                            |                                       |
| DF  | 石井秀典     | 徳島                            |                                       |
| DF  | イ・ジュヨン | 天安市庁FC（韓国3部）           |                                       |
| DF  | 鈴木翼       | アルテリーヴォ和歌山（関西1部） |                                       |
| MF  | 秋葉勝       | 金沢                            | レンタル移籍 （翌年、岐阜に完全移籍） |

石崎体制2年目。
シーズン途中加入後にゲームキャプテンとしてJ1昇格に貢献した山岸範宏と、2シャドーの一角として攻撃の活性化を担い、同じくJ1昇格に貢献した川西翔太がレンタル移籍から完全移籍に移行した。
鳥取にレンタル移籍していた谷村憲一が盛岡にレンタル移籍した（翌年、完全移籍に移行）。また、徳島にレンタル移籍していた廣瀬智靖が完全移籍への移行に伴い退団した。
リーグ戦については、前線から積極的にプレスをかけてボールを奪取する能動的な守備戦術で挑んだ。試合の主導権を握る展開が多かったものの、相手ゴール前での攻撃において迫力が足りず得点力不足に陥った為、守ることは出来ても得点が取れずに勝ち星を逃すことが多いシーズンとなった。また、1st開幕戦で仙台と対戦した際にDF渡辺とDF山田が負傷。続く1st第2節浦和戦でもDF宇佐美が負傷し、それぞれ長期離脱を余儀なくされた為、リーグ戦開始直後からDF陣が手薄になるという苦しい船出を強いられるなど、主力メンバーの負傷による離脱も大きく成績に響いた。
1stステージについては、1st第3節川崎戦で早々にリーグ戦初勝利を収めた後、1st第8節から2勝2分と4試合連続で勝点を重ねて上昇気流に乗るかと思われたが、1試合平均失点数が1.41点と失点は比較的少なかった反面、前出の得点力不足が響いて僅差で敗れたり、引き分けに終わる試合が目立つようになった。
2ndステージについては、得点力不足が改善されないことに加えて、リスクをかけた全員攻撃が仇となり走力を活かしたカウンター攻撃に屈する場面が増えるなど、長所だった守備面においても陰りが見えて精彩を欠いた結果、1st第11節柏戦以来、18試合連続で勝利から見放された。そして、2nd第15節神戸戦で敗れたことによりJ2降格圏の16位以下が確定。残り2節を残してJ2降格が決定した。リーグ戦の年間成績は4勝12分18敗の勝点24で18位だった。ヤマザキナビスコカップは2勝2分2敗の4位で予選リーグ敗退。天皇杯は4回戦で鳥栖に敗れた。
シーズン終了後、11月26日に開かれた臨時株主総会において、球団社長の高橋節がJ2降格の責任を追及され任期満了を待たずに辞任。後任として山形県OBで山形県産業技術振興機構で専務理事を務めていた森谷俊雄が選任された。
この年のJリーグアウォーズにおいて、J1フェアプレー賞を獲得した。

### 2016年 - （J2）
2016年
クラブスローガン：一新同体
新加入
| Pos | 選手名           | （レンタル元←）最終所属 | 備考                               |
| GK  | 富居大樹         | 群馬                    |                                    |
| DF  | 田代真一         | 千葉                    |                                    |
| DF  | 栗山直樹         | 千葉                    |                                    |
| DF  | 荒堀謙次         | 栃木                    |                                    |
| DF  | 韓浩康           | 朝鮮大学校              |                                    |
| DF  | イ・ジェスン     | 東国大学校              |                                    |
| MF  | 佐藤優平         | （横浜FM←）新潟         |                                    |
| MF  | 梅鉢貴秀         | 鹿島                    | レンタル                           |
| MF  | ク・ボンヒョク   | ソルFC                  | 6月に加入                          |
| FW  | ディエゴ・ローザ | ルヴェルデンセEC        |                                    |
| FW  | 鈴木雄斗         | 水戸                    |                                    |
| FW  | 永藤歩           | 市立船橋高              |                                    |
| FW  | 大黒将志         | 京都                    | レンタル 開幕直前に加入 元日本代表 |

移籍
| Pos | 選手名           | （レンタル元→）移籍先 | 備考                                       |
| GK  | 兼田亜季重       | 福岡                  |                                            |
| DF  | 舩津徹也         | 群馬                  |                                            |
| DF  | 西河翔吾         | 横浜FC                |                                            |
| DF  | 當間建文         | 松本                  |                                            |
| DF  | 高木純平         | （清水→）東京V        | レンタル満了                               |
| DF  | 中村英之         | 引退                  |                                            |
| DF  | 韓浩康           | 秋田                  | 7月にレンタル移籍 （18年に完全移籍に移行） |
| MF  | 宮阪政樹         | 松本                  |                                            |
| MF  | 日高慶太         | 秋田                  |                                            |
| MF  | キム・ボムヨン   | 広島                  |                                            |
| MF  | ロメロ・フランク | 新潟                  | 新潟加入即、水戸へレンタル移籍             |
| MF  | 小椋祥平         | G大阪                 | レンタル満了                               |
| FW  | 中島裕希         | 町田                  |                                            |
| FW  | 萬代宏樹         | 水戸                  |                                            |
| FW  | 山崎雅人         | 金沢                  |                                            |
| FW  | 高崎寛之         | 鹿島                  | レンタル満了                               |

石崎体制3年目。ユースチームのコーチを務めていた内山俊彦がトップチームコーチに就任した。
チームはシーズン開幕から8戦勝ちなしと苦しみ、一時はJ3降格圏内の順位に落ち込んだ。その後は降格圏内から抜け出すことはできたが、順位は伸び悩み1度も一ケタ順位まで上がることなく、最終的にはチームのJ2史上最低順位となる14位でシーズンを終了。シーズン終了直前の11月13日に石崎の監督退任が発表された。さらに強化部部長を務めていた石井肇も退任した。
また11月1日には所属選手が児童買春、児童ポルノに係る行為等の規制及び処罰並びに児童の保護等に関する法律違反で逮捕される事件が発生。逮捕された選手は略式起訴のうえ、罰金30万円の判決が下り釈放されたが、社会に与えた影響の大きさに鑑み契約解除処分。また代表取締役社長、強化部担当の取締役、強化部部長は減給処分となった。
2017年
クラブスローガン：絆
新加入
| Pos | 選手名       | （レンタル元←）最終所属 | 備考                                     |
| GK  | 児玉剛       | 愛媛                    |                                          |
| DF  | 加賀健一     | 浦和                    |                                          |
| DF  | 菅沼駿哉     | 京都                    | 副キャプテン                             |
| DF  | 茂木力也     | （浦和←）愛媛           | レンタル                                 |
| DF  | 髙橋成樹     | 山形ユース              | 昇格                                     |
| DF  | 西村竜馬     | 新潟                    | レンタル 8月に加入                       |
| MF  | 本田拓也     | 清水                    | キャプテン                               |
| MF  | 風間宏希     | 北九州                  |                                          |
| MF  | 南秀仁       | 東京V                   |                                          |
| MF  | 中村駿       | 群馬                    |                                          |
| MF  | 安西海斗     | 柏                      | 育成型レンタル 7月に加入                 |
| MF  | 太田徹郎     | 鳥栖                    | レンタル 7月に加入 2008-12年は山形に在籍 |
| MF  | 長沼洋一     | 広島                    | 育成型レンタル 8月に加入                 |
| FW  | 瀬沼優司     | （清水←）愛媛           | レンタル （翌年、完全移籍に移行）        |
| FW  | 阪野豊史     | （浦和←）愛媛           |                                          |
| FW  | 中山仁斗     | 山口                    |                                          |
| FW  | （北川柊斗） | 筑波大学在学中          | 9月に特別指定選手登録                    |

移籍
| Pos | 選手名           | （レンタル元→）移籍先        | 備考                                  |
| GK  | 山岸範宏         | 北九州                       | レンタル移籍 （翌年、完全移籍に移行） |
| DF  | 渡辺広大         | 山口                         |                                       |
| DF  | 田代真一         | 長崎                         |                                       |
| MF  | アルセウ         | マリーリアAC                 |                                       |
| MF  | 伊東俊           | 京都                         |                                       |
| MF  | ディエゴ         |                              |                                       |
| MF  | 比嘉厚平         | 引退                         |                                       |
| MF  | 梅鉢貴秀         | 鹿島                         | レンタル満了                          |
| MF  | ク・ボンヒョク   | テゲバジャーロ宮崎（九州 L） | 7月にレンタル移籍                     |
| FW  | 林陵平           | 水戸                         |                                       |
| FW  | 川西翔太         | 大分                         |                                       |
| FW  | ディエゴ・ローザ |                              |                                       |
| FW  | 大黒将志         | 京都                         | レンタル満了                          |

前愛媛監督の木山隆之が監督に就任した。
チームは8年振りの開幕戦勝利を飾ったものの、序盤から怪我人が相次ぎ、得点力不足もあり勝ちきれない時期が続いた。それでも守備陣が踏ん張り、第11節から9戦負けなし（5勝4分）とし、第19節時点で順位は5位。しかし第20節のホームでの徳島戦で1-6と大敗したのをきっかけに不調に陥り、結局一度もJ1自動昇格圏内に入ることが出来ず、第19節以降はJ1昇格プレーオフ圏内からも外れ最終順位は11位に終わった。
2018年
クラブスローガン：For The Blue
新加入
| Pos | 選手名                 | （レンタル元←）最終所属     | 備考                              |
| GK  | 櫛引政敏               | （清水←）岡山               | 元U-23日本代表                    |
| GK  | 射庭康太朗             | 京都産業大学                | アマチュア契約                    |
| DF  | ジャイロ・ロドリゲス   | セパハンFC                  | 副キャプテン                      |
| DF  | 三鬼海                 | 熊本                        |                                   |
| DF  | 松本怜大               | 町田                        |                                   |
| DF  | 熊本雄太               | 早稲田大学                  |                                   |
| DF  | 坂井達弥               | （鳥栖←）大分               | 元日本代表                        |
| DF  | 古部健太               | 長崎                        | 2月に加入                         |
| DF  | （半田陸）             | 山形ユース在籍中            | 4月より2種登録                    |
| DF  | 田村友                 | 福岡                        | 7月に加入                         |
| MF  | アルヴァロ・ロドリゲス | ADコンフィアンサ            |                                   |
| MF  | 小林成豪               | 神戸                        | レンタル                          |
| MF  | ク・ボンヒョク         | テゲバジャーロ宮崎（九州L） | レンタル満了                      |
| MF  | 内田健太               | 名古屋                      | レンタル 8月に加入                |
| MF  | 楠神順平               | 清水                        | レンタル 8月に加入                |
| MF  | （末吉塁）             | 大阪体育大学在学中          | 9月に特別指定選手登録             |
| MF  | （坂元達裕）           | 東洋大学在学中              | 9月に特別指定選手登録             |
| FW  | フェリペ・アウベス     | トンベンセFC                |                                   |
| FW  | 中村駿太               | 青森山田高校                |                                   |
| FW  | 北川柊斗               | 筑波大学                    | 2017年9月-12月は特別指定選手      |
| FW  | ブルーノ・ロペス       | ケランタン                  | 7月に加入 2011-13年は新潟でプレー |

移籍
| Pos | 選手名       | （レンタル元→）移籍先              | 備考                                                                                              |
| GK  | 富居大樹     | 湘南                               |                                                                                                   |
| DF  | 石川竜也     | 引退                               | 山形コーチ就任                                                                                    |
| DF  | 宇佐美宏和   | 福島                               |                                                                                                   |
| DF  | 荒堀謙次     | 讃岐                               |                                                                                                   |
| DF  | 菅沼駿哉     | G大阪                              |                                                                                                   |
| DF  | 瀬川和樹     | 山口                               |                                                                                                   |
| DF  | 高木利弥     | 千葉                               |                                                                                                   |
| DF  | イ・ジェスン | 引退                               |                                                                                                   |
| DF  | 髙橋成樹     | JAPANサッカーカレッジ（北信越1部） | 育成型レンタル移籍 （翌年、新潟Sにレンタル） （翌々年、ボックス・ヒル・ユナイテッドSCに完全移籍） |
| DF  | 茂木力也     | 浦和                               | 7月にレンタル終了                                                                                 |
| MF  | 太田徹郎     | （鳥栖→）ラインメール青森FC（JFL） | レンタル満了                                                                                      |
| MF  | 佐藤優平     | 東京V                              |                                                                                                   |
| MF  | 風間宏希     | 群馬                               | レンタル移籍 （翌年、琉球へ完全移籍）                                                             |
| MF  | 長沼洋一     | （広島→）岐阜                      | レンタル満了                                                                                      |
| FW  | 鈴木雄斗     | 川崎                               |                                                                                                   |
| FW  | 永藤歩       | 群馬                               | 育成型レンタル移籍                                                                                |
| FW  | 瀬沼優司     | 横浜FC                             | 7月末に移籍                                                                                       |

木山体制2年目。チーム最年長だった石川竜也が現役引退し、トップチームコーチに就任した。
主力DF選手の移籍や怪我人の影響もあり開幕から複数失点が続き、第6節に前年から継続してきた4バックから3バックにシステムを変更。守備の立て直しを図るが第10節から3連敗を喫し、第12節時点で19位と低迷する。それでも第13節からは4連勝を含む10試合負けなし（6勝4分）と持ち直し、前半戦終了時には9勝6分6敗の勝点33、プレーオフ進出圏内の6位とは勝点差2の7位まで順位を上げる。しかしそれが最高順位となり、後半戦も得点力不足で勝ちきれない試合が続き5勝8分8敗と苦戦、通算14勝14分14敗の勝点56、12位に終わった。
天皇杯では、この年J1を連覇した川崎を下すなどして躍進、4年ぶりにベスト4に進出したが、準決勝で仙台に2-3で敗れ、4年ぶり2度目の決勝進出を逃した。
この年のシーズン終了後に森谷が社長を退任。後任に神戸の戦略室長を務めていた南陽市出身の相田健太郎が就任した。
2019年
クラブスローガン：For The Blue YAMAGATA ICHIGAN
新加入
| Pos | 選手名                     | （レンタル元←）最終所属  | 備考                                                |
| GK  | 佐藤昭大                   | 熊本                     |                                                     |
| GK  | 大友竜輔                   | 山形ユース               | 昇格                                                |
| DF  | ホドルフォ                 | CAメトロポリターノ       | レンタル                                            |
| DF  | 柳貴博                     | FC東京                   | 育成型レンタル                                      |
| DF  | 半田陸                     | 山形ユース               | 3月にプロ契約 2018年4月から2019年12月まで2種登録    |
| DF  | 野田裕喜                   | G大阪                    | 育成型レンタル 5月末に加入 （翌年、完全移籍に移行） |
| MF  | 岡﨑建哉                   | 栃木                     |                                                     |
| MF  | 井出遥也                   | G大阪                    |                                                     |
| MF  | 髙橋壱晟                   | （千葉←）山口            | レンタル                                            |
| MF  | 末吉塁                     | 大阪体育大学             | 2018年9月-12月は特別指定選手                        |
| MF  | 坂元達裕                   | 東洋大学                 | 2018年9月-12月は特別指定選手                        |
| MF  | 秋山大地                   | C大阪                    | レンタル 7月に加入                                  |
| MF  | 山本龍平                   | 松本                     | 育成型レンタル 9月に加入                            |
| FW  | ジェフェルソン・バイアーノ | （ SCサンタ・リタ←）水戸 | レンタル                                            |
| FW  | 大槻周平                   | 神戸                     |                                                     |
| FW  | 永藤歩                     | 群馬                     | レンタル満了                                        |
| FW  | （高橋潤哉）               | 駒澤大学在学中           | 6月に特別指定選手登録 ユース出身                    |
| FW  | 髙木彰人                   | G大阪                    | 育成型レンタル 7月末に加入                          |
| FW  | 山岸祐也                   | 岐阜                     | 8月に加入                                           |

移籍
| Pos | 選手名               | （レンタル元→）移籍先            | 備考                                                                        |
| GK  | 児玉剛               | FC東京                           |                                                                             |
| GK  | 射庭康太朗           | 岩手                             |                                                                             |
| DF  | ジャイロ・ロドリゲス | プルセラ・ラモンガン             |                                                                             |
| DF  | 西村竜馬             | （新潟→）ヴィアティン三重（JFL） | レンタル満了                                                                |
| DF  | 田村友               | 群馬                             | 8月にレンタル移籍 （翌年、相模原にレンタル） （2020年シーズン終了後、引退） |
| MF  | 松岡亮輔             | 藤枝                             |                                                                             |
| MF  | 汰木康也             | 浦和                             |                                                                             |
| MF  | 小林成豪             | （神戸→）大分                    | レンタル満了                                                                |
| MF  | 内田健太             | （名古屋→）甲府                  | レンタル満了                                                                |
| MF  | 楠神順平             | 清水                             | レンタル満了                                                                |
| MF  | ク・ボンヒョク       |                                  |                                                                             |
| MF  | 安西海斗             | （柏→）SCブラガ                  | レンタル満了                                                                |
| FW  | フェリペ・アウベス   | グレミオ・ノヴォリゾンチーノ     |                                                                             |
| FW  | ブルーノ・ロペス     | FCカスカヴェウ                   |                                                                             |
| FW  | 中村駿太             | 群馬                             | 育成型レンタル移籍                                                          |
| FW  | 中山仁斗             | 磐田                             |                                                                             |
| FW  | 阪野豊史             | 松本                             | 7月に移籍                                                                   |
| FW  | 北川柊斗             | 北九州                           | 8月にレンタル移籍                                                           |
| FW  | 永藤歩               | FCマルヤス岡崎（JFL）            | 8月に育成型レンタル移籍 （シーズン終了後、引退）                            |

木山体制3年目。日本での指導歴が豊富なエルシオがフィジカルコーチに就任した。
開幕戦こそ敗れたものの、第2節から3連勝を含む8試合負けなし（5勝3分）で、第8節で初めて首位を奪取。以後、一度も6位以下に順位を落とすことなく、前半戦はわずか3敗と好調を維持して、7年振りに首位で前半戦を折り返した。
しかし、後半戦最初の5試合で1勝4敗と停滞し、自動昇格圏の2位から転落する。9月以降は8月に加入した山岸祐也がスタメンに定着するとチームの得点力が上がって勝ち点を積み上げ、第38節時点で暫定2位につける。しかし終盤4試合で連敗するなどして失速してしまい、最終的には7位水戸と勝ち点、得失点差で並ばれたものの、総得点で3上回り、かろうじて6位でJ1参入プレーオフへ進出した。
プレーオフ1回戦は3位大宮に2-0で勝利。しかし2回戦で4位徳島に0-1で敗れ、5年振りのJ1昇格を逃した。
シーズン終了後、木山隆之監督の退任が発表された。
また、この年のJリーグアウォーズにおいて、J2フェアプレー賞を獲得した。
2020年
クラブスローガン：前進　YAMAGATA ICHIGAN
新加入
| Pos | 選手名                     | （レンタル元←）最終所属               | 備考                                        |
| GK  | ミン・ソンジュン           | 仁川ユナイテッドFC                    | レンタル                                    |
| GK  | （伊藤琉偉）               | 山形ユース在籍中                      | 7月に2種登録                                |
| GK  | 藤嶋栄介                   | 川崎                                  | 10月に加入                                  |
| DF  | 小野田将人                 | （FC今治（JFL）←）湘南                |                                             |
| DF  | 宮本駿晃                   | 柏                                    | 育成型レンタル                              |
| DF  | 高山和真                   | 大宮                                  | レンタル                                    |
| DF  | 小野寺健也                 | 明治大学                              |                                             |
| MF  | 中村充孝                   | 鹿島                                  |                                             |
| MF  | 加藤大樹                   | 金沢                                  |                                             |
| MF  | 小松駿太                   | 琉球                                  |                                             |
| MF  | 渡邊凌磨                   | 新潟                                  |                                             |
| MF  | 廣岡睦樹                   | JFAアカデミー福島                     |                                             |
| MF  | 前川大河                   | C大阪                                 | レンタル 10月に加入                         |
| FW  | ヴィニシウス・アラウージョ | （ CRヴァスコ・ダ・ガマ←） アヴァイFC |                                             |
| FW  | 北川柊斗                   | 北九州                                | レンタル満了                                |
| FW  | 中村駿太                   | 群馬                                  | レンタル満了                                |
| FW  | 高橋潤哉                   | 駒澤大学                              | 2019年6月-12月は特別指定選手登録 ユース出身 |
| FW  | （松本幹太）               | 桐蔭横浜大学在学中                    | 6月に特別指定選手登録                       |
| FW  | （阿部要門）               | 尚志高校在学中                        | 6月に特別指定選手登録                       |
| FW  | 山内寛史                   | C大阪                                 | レンタル 10月に加入                         |

移籍
| Pos | 選手名                     | （レンタル元→）移籍先                     | 備考                 |
| GK  | 大友竜輔                   | 沼津                                      | 育成型レンタル移籍   |
| DF  | 加賀健一                   | 秋田                                      |                      |
| DF  | 坂井達弥                   | サムットプラーカーン・シティFC            |                      |
| DF  | 古部健太                   | J.FC MIYAZAKI（九州L）                    |                      |
| DF  | ホドルフォ                 | （ CAメトロポリターノ→）金沢              | レンタル満了         |
| DF  | 柳貴博                     | FC東京                                    | レンタル満了         |
| DF  | 髙山和真                   | 大宮                                      | 10月末にレンタル終了 |
| MF  | 井出遥也                   | 東京V                                     |                      |
| MF  | 坂元達裕                   | C大阪                                     |                      |
| MF  | アルヴァロ・ロドリゲス     | 松本                                      |                      |
| MF  | 髙橋壱晟                   | 千葉                                      | レンタル満了         |
| MF  | 秋山大地                   | C大阪                                     | レンタル満了         |
| MF  | 山本龍平                   | 松本                                      | レンタル満了         |
| FW  | ジェフェルソン・バイアーノ | （ SCサンタ・リタ→） アル・モゼル・クラブ | レンタル満了         |
| FW  | 髙木彰人                   | （G大阪→）松本                            | レンタル満了         |
| FW  | 山岸祐也                   | 福岡                                      | 10月に移籍           |

前松本コーチの石丸清隆が監督に就任した。
この年は新型コロナウイルス感染拡大の影響で、開幕直後から約4ヶ月余り中断。再開初戦の第2節栃木戦でシーズン初勝利を挙げたものの、その後得点力不足で勝てない時期が続き第10節終了時には20位まで順位を下げた。その後システム変更で立て直すものの好不調の波が激しく、前半戦終了時点では5勝8敗8分けの17位となった。
後半戦は、ヴィニシウス・アラウージョが10月以降の19試合で13得点とブレイクし、チームも攻守が噛み合い安定して白星を重ねた。後半戦のみの成績は12勝6敗3分で4位、得点39、得失点差＋19はともに1位だった。年間成績は17勝14敗11分、勝点62の7位でシーズンを終えた。
また、この年のJリーグアウォーズにおいて、2年続けてJ2フェアプレー賞を獲得した。
2021年
クラブスローガン：前進　YAMAGATA ICHIGAN
新加入
| Pos | 選手名       | （レンタル元←）最終所属 | 備考                              |
| GK  | ビクトル     | 相模原                  |                                   |
| GK  | 長谷川洸     | 東京V                   |                                   |
| DF  | 山﨑浩介     | 愛媛                    |                                   |
| DF  | 瀧澤修平     | 水戸                    | レンタル                          |
| DF  | 吉田朋恭     | 福島                    | 3月に加入                         |
| MF  | 中原輝       | 熊本                    |                                   |
| MF  | 山田康太     | （横浜FM←）水戸         | レンタル （翌年、完全移籍に移行） |
| MF  | 國分伸太郎   | （大分←）北九州         |                                   |
| MF  | 堀米勇輝     | 千葉                    | レンタル                          |
| MF  | 藤田息吹     | 松本                    |                                   |
| MF  | （内山純）   | 山形ユース在籍中        | 4月に2種登録                      |
| MF  | （斎藤大珠） | 山形ユース在籍中        | 4月に2種登録                      |
| MF  | 樺山諒乃介   | 横浜FM                  | 育成型レンタル 7月に加入          |
| MF  | （横山塁）   | 東洋大学在学中          | 7月に特別指定選手登録             |
| FW  | 木戸皓貴     | 福岡                    |                                   |
| FW  | 林誠道       | 今治                    |                                   |
| FW  | 藤村怜       | 札幌                    | レンタル                          |
| FW  | 松本幹太     | 桐蔭横浜大学            | 2020年6月-12月は特別指定選手登録  |
| FW  | 阿部要門     | 尚志高校                | 2020年6月-12月は特別指定選手登録  |
| FW  | ルリーニャ   | 磐田                    | 4月に加入                         |
| FW  | マルティノス | 仙台                    | 8月に加入                         |

移籍
| Pos | 選手名     | （レンタル元→）移籍先           | 備考 |
| GK  | 佐藤昭大   | 引退                            | |
| GK  | 摂津颯登   | 引退                            | |
| DF  | 三鬼海     | 町田                            | レンタル移籍 （翌年、完全移籍に移行）                                                                                                 |
| DF  | 小野寺健也 | 栃木                            | レンタル移籍 （翌年、完全移籍に移行）                                                                                                 |
| DF  | 宮本駿晃   | （柏→） SV 19シュトレーレン     | レンタル満了 |
| DF  | 小野田将人 | 岩手                            | 開幕直前に移籍 |
| DF  | 栗山直樹   | 愛媛                            | 7月にレンタル移籍 （翌年、完全移籍に移行）                                                                                            |
| MF  | 本田拓也   | 岐阜                            | |
| MF  | 中村駿     | 湘南                            | |
| MF  | 末吉塁     | 千葉                            | |
| MF  | 渡邊凌磨   | FC東京                          | |
| MF  | 前川大河   | （C大阪→）北九州                | レンタル満了 |
| MF  | 廣岡睦樹   | 福井ユナイテッドFC（北信越1部） | 3月に育成型レンタル移籍 （翌年、高知ユナイテッドSC（JFL）へ育成型レンタル移籍） （翌々年、福井ユナイテッドFC（北信越1部）へ完全移籍） |
| MF  | 小松駿太   | 今治                            | 8月にレンタル移籍 （翌年、岩手へレンタル移籍） （翌々年、慶州韓国水力原子力FCへ完全移籍）                                             |
| FW  | 大槻周平   | 千葉                            | |
| FW  | 北川柊斗   | 群馬                            | |
| FW  | 中村駿太   | 讃岐                            | 育成型レンタル移籍 （翌々年、セント・ジョージFCに完全移籍）                                                                           |
| FW  | 高橋潤哉   | 沼津                            | レンタル移籍 （翌年、福島へレンタル移籍）                                                                                             |
| FW  | 山内寛史   | （C大阪→）岐阜                  | レンタル満了 |
| FW  | ルリーニャ |                                 | 7月末で契約満了 |
| FW  | 阿部要門   | 讃岐                            | 8月に育成型レンタル移籍 （翌年、ラインメール青森FC（JFL）へ育成型レンタル移籍）                                                       |

石丸体制2年目。開幕2戦目の東京V戦でシーズン初勝利を挙げたものの、その後7試合勝利なしとなり第9節終了時点で1勝4分4敗の勝点7、J3降格圏の20位 に低迷。これを受けて第9節終了翌日の4月22日、クラブは前日付で石丸監督を解任した事を発表した。
佐藤尽コーチの暫定指揮を経て、後任には前清水監督だったピーター・クラモフスキーが就任。初采配となった5月16日の第14節愛媛戦を勝利で飾ると、そこからチームは息を吹き返し、中断期間を挟んだ8月22日の第26節琉球戦まで、クラブ記録となる7連勝を含む12戦負けなし(10勝2分)とし、この時点で5位に浮上。降格圏から一気に上位争いへと食い込んだ。
しかし、その後は上位対決に敗れるなどして勢いは止まり、また好不調に波があって勝ち点は伸び悩み、結局年間成績は20勝8分14敗、勝ち点68で前年と同じ7位となった。
また、この年のJリーグアウォーズにおいて、3年続けてJ2フェアプレー賞を、J2トップのポイントで獲得した。
シーズン終了後の12月10日、山形市出身のデザイナー、奥山清行氏による、リニューアルされたロゴとエンブレム、イニシャルロゴが発表された。
2022年
クラブスローガン：ブッチギレ　YAMAGATA ICHIGAN
新加入
| Pos | 選手名                 | （レンタル元←）最終所属    | 備考                                              |
| GK  | 後藤雅明               | 金沢                       |                                                   |
| GK  | 大友竜輔               | 沼津                       | レンタル満了                                      |
| GK  | （草苅脩大）           | 山形ユース在籍中           | 8月に2種登録                                      |
| GK  | （上林大誠）           | 山形ユース在籍中           | 8月に2種登録                                      |
| DF  | 川井歩                 | 山口                       |                                                   |
| DF  | 木村誠二               | （FC東京←）相模原          | レンタル                                          |
| DF  | 坂本稀吏也             | 興国高校                   |                                                   |
| DF  | 喜岡佳太               | 長野                       | 7月に加入                                         |
| DF  | （吉田泰授）           | 山梨学院大学在学中         | 7月に特別指定選手登録                             |
| MF  | 河合秀人               | 松本                       |                                                   |
| MF  | 新垣貴之               | 北九州                     |                                                   |
| MF  | 小西雄大               | 徳島                       |                                                   |
| MF  | チアゴ・アウベス       | GKSピアスト・グリヴィツェ  |                                                   |
| MF  | 横山塁                 | 東洋大学                   | 2021年7月-12月は特別指定選手登録                  |
| MF  | 荒川永遠               | 興国高校                   |                                                   |
| MF  | 樺山諒乃介             | 横浜FM                     | 育成型レンタル 7月に加入 前年7月-12月は山形に在籍 |
| FW  | 藤本佳希               | 愛媛                       |                                                   |
| FW  | 鈴木国友               | 松本                       | レンタル                                          |
| FW  | デラトーレ             | アトレチコ・ゴイアニエンセ | 3月に加入内定、4月に合流                          |
| FW  | 藤原悠汰               | 鳥栖                       | 育成型レンタル 6月末に加入                        |
| FW  | ディサロ燦シルヴァーノ | 清水                       | レンタル 7月に加入                                |

移籍
| Pos | 選手名                     | （レンタル元→）移籍先 | 備考                           |
| GK  | ビクトル                   | 松本                  |                                |
| GK  | 櫛引政敏                   | 群馬                  |                                |
| GK  | ミン・ソンジュン           | 仁川ユナイテッドFC    | レンタル満了                   |
| DF  | 熊本雄太                   | 福岡                  |                                |
| DF  | 瀧澤修平                   | （水戸→）宮崎         | レンタル満了                   |
| DF  | 木村誠二                   | FC東京                | 7月にレンタル終了              |
| DF  | 吉田朋恭                   | 栃木                  | 7月に移籍                      |
| MF  | 中村充孝                   | 岩手                  |                                |
| MF  | 堀米勇輝                   | （千葉→）鳥栖         | レンタル満了                   |
| MF  | 中原輝                     | C大阪                 |                                |
| MF  | 樺山諒乃介                 | 横浜FM                | レンタル満了 7月に山形へ再加入 |
| FW  | ヴィニシウス・アラウージョ | 町田                  |                                |
| FW  | 藤村怜                     | 札幌                  | レンタル満了                   |
| FW  | 林誠道                     | 金沢                  |                                |
| FW  | マルティノス               | 京都                  |                                |
| FW  | 鈴木国友                   | （松本→）群馬         | 7月末にレンタル終了            |

クラモフスキー体制2年目。仙台、山口で監督を務めた渡邉晋がコーチに就任した。また、仙台の前強化育成本部長だった丹治祥庸がゼネラルマネージャーに就任した。
リーグ戦は第7節まで1勝3分3敗、順位を19位まで落とすが、第9節・秋田戦を5-1でホーム初勝利を挙げると、その後は9戦負けなし(6勝3分)でプレーオフ圏内に入り、一時4位まで上昇し、前半戦は5位で終えた。
しかし、第15節の大分戦で、15試合で7得点の活躍だった藤本佳希が負傷し長期離脱、その後も主力のケガ人が相次ぎ勝ち点が伸び悩むようになり、一時は二桁順位まで下げてしまう。
その後、7月に加入したディサロ燦シルヴァーノが17試合で8得点の活躍でチームを牽引、またケガ人が戻ってきてから再び調子を取り戻し、第29節からは1桁順位をキープ。8位で迎えた最終節、勝ち点1差のプレーオフ圏内6位・徳島をホームに迎えた直接対決で3−0の勝利。同じく勝ち点1差だった7位の仙台が引き分けたため、順位を6位に上げ、3年ぶりのプレーオフ出場を果たした。
J1参入プレーオフは、1回戦で3位の岡山に3-0で勝利したが、2回戦では4位の熊本に2-2で引き分け、規定により入れ替え戦進出とはならなかった。
天皇杯は初戦の2回戦で群馬に敗れた。
また、この年のJリーグアウォーズにおいて、4年続けてJ2フェアプレー賞を獲得した。
2023年
クラブスローガン：ブッチギレ　YAMAGATA ICHIGAN
新加入
| Pos | 選手名         | （レンタル元←）最終所属 | 備考                              |
| DF  | 熊本雄太       | 福岡                    | 2018-21年は山形に在籍             |
| DF  | 成瀬竣平       | （名古屋←）岡山         | 育成型レンタル                    |
| DF  | 西村慧祐       | 大宮                    | レンタル （翌年、完全移籍に移行） |
| DF  | 吉田泰授       | 山梨学院大学            | 2022年7月-12月は特別指定選手登録  |
| DF  | （相馬丞）     | 仙台大学在学中          | 4月に特別指定選手登録 ユース出身  |
| DF  | （千葉虎士）   | 山形ユース在籍中        | 6月に2種登録                      |
| MF  | 小野雅史       | 大宮                    |                                   |
| MF  | イサカ・ゼイン | （川崎←）横浜FC         |                                   |
| MF  | 田中渉         | （仙台←）山口           |                                   |
| MF  | （狩野海晟）   | 関東学院大学在学中      | 3月に特別指定選手登録 ユース出身  |
| MF  | 髙江麗央       | 町田                    | 7月に加入                         |
| MF  | 泉柊椰         | 神戸                    | 育成型レンタル 8月に加入          |
| FW  | 後藤優介       | 清水                    |                                   |
| FW  | 高橋潤哉       | 福島                    | レンタル満了                      |
| FW  | （木下晴陽）   | 山形ユース在籍中        | 6月に2種登録                      |
| FW  | （水戸部東次） | 山形ユース在籍中        | 6月に2種登録                      |
| FW  | 宮城天         | （川崎←）長崎           | レンタル 7月末に加入              |

移籍
| Pos | 選手名                 | （レンタル元→）移籍先     | 備考                                                           |
| DF  | 山﨑浩介               | 鳥栖                      |                                                                |
| DF  | 半田陸                 | G大阪                     |                                                                |
| DF  | 松本怜大               | 引退                      | クラブコミュニケーター就任 4月末にトップチームコーチ就任       |
| DF  | 坂本稀吏也             | 鳥栖                      | レンタル移籍                                                   |
| DF  | 成瀬竣平               | （名古屋→）水戸           | 5月末にレンタル終了                                            |
| MF  | 山田康太               | 柏                        |                                                                |
| MF  | 樺山諒乃介             | （横浜FM→）鳥栖           | レンタル満了                                                   |
| MF  | 加藤大樹               | 金沢                      | 7月末に移籍                                                    |
| FW  | 木戸皓貴               | ラインメール青森FC（JFL） |                                                                |
| FW  | 松本幹太               | 宮崎                      | レンタル移籍 （翌年、ヴェロスクロノス都農（九州L）へ完全移籍） |
| FW  | ディサロ燦シルヴァーノ | 清水                      | レンタル満了                                                   |
| FW  | 藤原悠汰               | 鳥栖                      | レンタル満了                                                   |

クラモフスキー体制3年目。
この年は6年ぶりに開幕戦勝利し、続く第2節も逆転勝利し、J参入以来クラブ初の開幕2連勝と好スタートを切った。
しかし第3節以降連敗を重ね、第7節に5連敗を喫した時点で、クラブはクラモフスキー監督との契約を4月2日付で解除し、後任監督にコーチの渡邉晋を昇格させた。
渡邉体制へ移行後も連敗は止まらず、クラブワーストを更新する8まで連敗が伸び、この時点でJ3自動降格圏内の21位に順位を落とした。
しかし5月以降、少ない手数でゴールを目指す渡邉監督の戦術が浸透してチームは勢いを取り戻し、2度の5連勝を経て、降格圏からプレーオフを狙える位置にまでV字回復を果たす。
7位で迎えたホームでの最終節は、勝ち点で並ぶ6位甲府との直接対決を制してシーズン3度目の5連勝で締め、年間成績を21勝4分17敗、勝ち点67の5位で昇格プレーオフに進出を果たした。

J1昇格プレーオフの準決勝で4位の清水と対戦し、0-0で引き分け、レギュレーションによって敗退となった。
天皇杯は3回戦で浦和に敗れた。
2024年
クラブスローガン：ゼンシン　YAMAGATA ICHIGAN
新加入
| Pos | 選手名                 | （レンタル元←）最終所属      | 備考                                                |
| GK  | 上林大誠               | 山形ユース                   | 2022年8月-12月は2種登録                             |
| GK  | （佐藤陸斗）           | 山形ジュニアユース村山在籍中 | 3月に2種登録 4月より山形ユースに昇格                |
| DF  | 坂本稀吏也             | 鳥栖                         | レンタル満了                                        |
| DF  | 岡本一真               | 群馬                         |                                                     |
| DF  | 安部崇士               | 徳島                         |                                                     |
| DF  | 相馬丞                 | 仙台大学                     | 2023年4月-12月は特別指定選手登録 ユース出身         |
| DF  | 千葉虎士               | 山形ユース                   | 2023年6月-12月は2種登録                             |
| DF  | （菅原大幹）           | 山形ユース在籍中             | 3月に2種登録                                        |
| DF  | 菊地脩太               | 清水                         | 育成型レンタル 4月に加入                            |
| DF  | 城和隼颯               | 群馬                         | 8月に加入                                           |
| MF  | 松本凪生               | （C大阪←）甲府               | レンタル                                            |
| MF  | 氣田亮真               | 仙台                         |                                                     |
| MF  | 加藤千尋               | 仙台                         |                                                     |
| MF  | 杉山直宏               | G大阪                        | レンタル                                            |
| MF  | 坂本亘基               | 横浜FC                       |                                                     |
| MF  | 狩野海晟               | 関東学院大学                 | 2023年3月-12月は特別指定選手登録 ユース出身         |
| MF  | （永井英次）           | 山形ユース在籍中             | 3月に2種登録                                        |
| MF  | （半澤光琉）           | 山形ユース在籍中             | 3月に2種登録                                        |
| MF  | 土居聖真               | 鹿島                         | 7月末に加入 山形市出身、元日本代表                  |
| FW  | 有田稜                 | いわき                       |                                                     |
| FW  | 阿部要門               | ラインメール青森FC（JFL）    | レンタル満了                                        |
| FW  | （井上椋太郎）         | 山形ユース在籍中             | 3月に2種登録                                        |
| FW  | （堀金峻明）           | 関東学院大学在学中           | 5月に特別指定選手登録                               |
| FW  | ディサロ燦シルヴァーノ | 湘南                         | 6月末に加入、7月に選手登録 22年7月-12月は山形に在籍 |

移籍
| Pos | 選手名           | （レンタル元→）移籍先      | 備考                                                                                   |
| GK  | 大友竜輔         | 沼津                       |                                                                                        |
| DF  | 喜岡佳太         | 秋田                       | レンタル移籍 （翌年、山口へ完全移籍）                                                  |
| DF  | 野田裕喜         | 柏                         |                                                                                        |
| MF  | 岡﨑建哉         | 引退                       | クラブコミュニケーター就任                                                             |
| MF  | 河合秀人         | FCティアモ枚方（JFL）      |                                                                                        |
| MF  | チアゴ・アウベス | ボタフォゴFC               |                                                                                        |
| MF  | 藤田息吹         | 岡山                       |                                                                                        |
| MF  | 新垣貴之         | 岐阜                       | レンタル移籍 （シーズン終了後、引退）                                                  |
| MF  | 小野雅史         | 名古屋                     |                                                                                        |
| MF  | 田中渉           | 鹿児島                     | レンタル移籍                                                                           |
| MF  | 泉柊椰           | （神戸→）大宮              | レンタル満了                                                                           |
| MF  | 杉山直宏         | （G大阪→）千葉             | 7月末にレンタル終了                                                                    |
| FW  | デラトーレ       | ミラソウFC                 |                                                                                        |
| FW  | 宮城天           | 川崎                       | レンタル満了                                                                           |
| FW  | 荒川永遠         | CRアトレティコ・カタラーノ | レンタル移籍 （8月にヴィアティン三重（JFL）へ育成型レンタル移籍 翌年、完全移籍に移行） |
| FW  | 有田稜           | 鹿児島                     | 7月にレンタル移籍 （翌年、山口へレンタル移籍）                                         |
| FW  | 阿部要門         | ブリオベッカ浦安（JFL）    | 7月末に育成型レンタル移籍 （翌年、FCプリメーロ福島（東北2部南）へ完全移籍）            |

渡邉体制2年目。
2年連続で開幕連勝するも、そのあと3連敗。その後も得点力不足により黒星が先行して波に乗れず、5月にも3連敗を喫すると16位まで順位を落とした。
しかし夏の移籍でディサロ燦シルヴァーノと土居聖真が加入すると、得点力不足が解消されてチームは勢いづく。特に土居加入後の14試合は終盤に記録したクラブ新の9連勝を含め、12勝1敗1分と驚異的な成績を収め、土居加入時点の13位から大きく順位を上げて4位でフィニッシュ。初めて昇格プレーオフで準決勝のホーム開催権を得た。

J1昇格プレーオフは準決勝でリーグ戦5位の岡山に0-3で敗れた。
天皇杯は3回戦で札幌に敗れた。
2025年
クラブスローガン：山形一丸
新加入
| Pos | 選手名                     | （レンタル元←）最終所属       | 備考                             |
| GK  | トーマス・ヒュワード＝ベル | ウェスタン・ユナイテッドFC    |                                  |
| GK  | 寺門陸                     | 横浜FM                        |                                  |
| GK  | （佐藤陸斗）               | 山形ユース在籍中              | 3月に2種登録                     |
| GK  | 渋谷飛翔                   | 横浜FC                        | レンタル 7月末に加入             |
| DF  | （齋藤大地）               | 山形ユース在籍中              | 3月に2種登録                     |
| MF  | 吉尾海夏                   | （横浜FM←）済州ユナイテッドFC |                                  |
| MF  | 野嶽寛也                   | 鹿児島                        |                                  |
| MF  | 田中渉                     | 鹿児島                        | レンタル満了                     |
| MF  | 中村亮太朗                 | （鹿島←）清水                 |                                  |
| MF  | 寺山翼                     | FC東京                        | レンタル 7月末に加入             |
| MF  | 榎本啓吾                   | 藤枝                          | 7月末に加入                      |
| FW  | ベカ・ミケルタゼ           | 光州FC                        | 元ジョージア代表                 |
| FW  | 大森真吾                   | （札幌←）北九州               | レンタル                         |
| FW  | 堀金峻明                   | 関東学院大学                  | 2024年5月-12月は特別指定選手登録 |

移籍
| Pos | 選手名         | （レンタル元→）移籍先 | 備考                |
| GK  | 後藤雅明       | 長崎                  |                     |
| GK  | 藤嶋栄介       | 鹿児島                |                     |
| GK  | 寺門陸         | 鹿児島                | 7月末にレンタル移籍 |
| DF  | 坂本稀吏也     | 北九州                | 育成型レンタル移籍  |
| DF  | 相馬丞         | 鹿児島                | レンタル移籍        |
| DF  | 菊地脩太       | （清水→）琉球         | レンタル満了        |
| MF  | 横山塁         | 山口                  | レンタル移籍        |
| MF  | 狩野海晟       | 福島                  | レンタル移籍        |
| MF  | 松本凪生       | C大阪                 | レンタル満了        |
| MF  | 加藤千尋       | 水戸                  | 6月に移籍           |
| MF  | 髙江麗央       | 横浜FC                | 7月に移籍           |
| MF  | イサカ・ゼイン | 千葉                  | 7月に移籍           |
| MF  | 小西雄大       | 柏                    | 7月末に移籍         |
| FW  | 後藤優介       | 讃岐                  |                     |
| FW  | 藤本佳希       | 愛媛                  | 8月に移籍           |

渡邉体制3年目。
主力選手がほぼ残留してJ2優勝J1昇格を目標に掲げるも、開幕3連敗。その後も守備の脆さが目立ち勝ち点を伸ばす事が出来ず、シーズン前半を4勝5分10敗、J3降格圏18位と同勝ち点17の17位で折り返す。
これを受け、クラブは渡邉晋監督との契約を6月16日付けで解除。
佐藤尽コーチの暫定指揮を経て、6月25日に前磐田監督の横内昭展の新監督就任が発表された。

## タイトル・表彰

### クラブ
- J1リーグ
  - J1フェアプレー賞:4回（2009年 - 2011年、2015年）
- J2リーグ
  - J2フェアプレー賞:7回（2014年、2017年、2019年、2020年、2021年、2022年、2024年）
- Jリーグシャレン！アウォーズ
  - クラブ選考賞
    - 「高校生マーケティング探求」（2023年）
    - 　「U-23マーケティング部」（2024年）
    - 　「「“声”のチカラを起点に高齢者が輝き活躍する地域へ」O-60モンテディオやまびこ」（2025年）

### 個人別
- J2リーグ
  - 月間MVP
    - 2013年6月 - 林陵平
    - 2014年11月 - 山岸範宏
    - 2020年10月 - ヴィニシウス・アラウージョ
    - 2021年7月 - 中原輝
    - 2024年8月 - 土居聖真
    - 2024年11・12月 - 高江麗央

  - 月間優秀監督賞
    - 2020年10月 - 石丸清隆
    - 2021年7月 - ピーター・クラモフスキー
    - 2024年9月 - 渡邉晋

  - 月間ベストゴール
    - 2021年6月 - 山田康太 (6月26日 第20節 金沢戦 1点目）
    - 2022年4月 - 山田康太 (4月17日 第10節 町田戦)
    - 2022年6月 - 野田裕喜 (6月25日 第23節 仙台戦)
    - 2025年2・3月 - ディサロ燦シルヴァーノ（3月9日  第4節 秋田戦）

  - 優秀選手賞
    - 2024年 - 後藤雅明、高江麗央、イサカ・ゼイン

  - フェアプレー個人賞
    - 2024年 - 後藤雅明
- 明治安田J30ベストアウォーズ
  - ベストゴール
    - ヘディングシュート部門 - 山岸範宏（2014年11月30日 2014 J1昇格プレーオフ準決勝　磐田戦）

## スタジアム・練習場

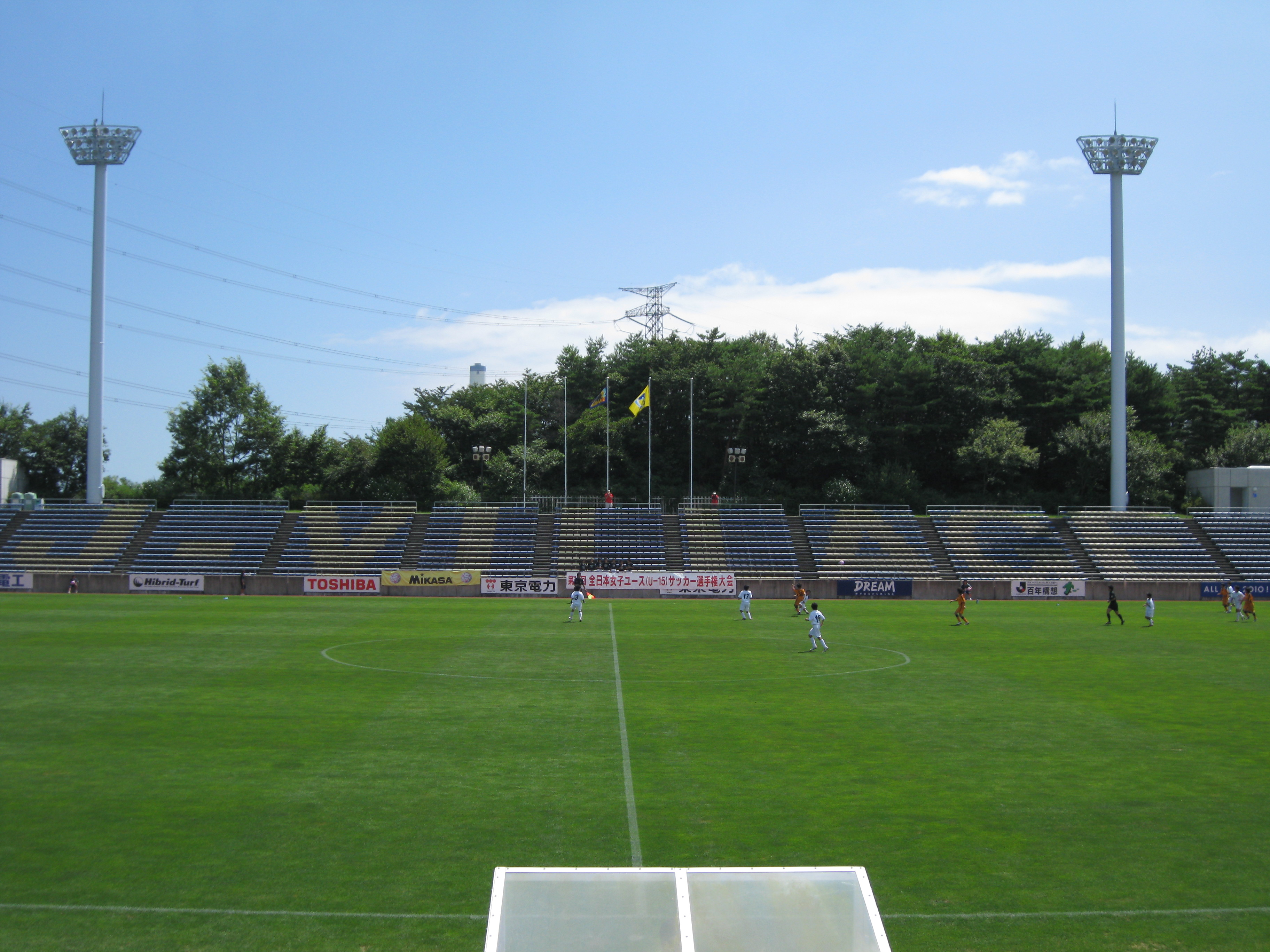
Jヴィレッジスタジアム

- Jリーグ加盟以降は山形県総合運動公園陸上競技場（現：NDソフトスタジアム山形、NDスタ）をホームスタジアムとしているが、1999年 - 2001年は山形市陸上競技場と鶴岡市小真木原陸上競技場を準本拠地と位置付けて年2試合ずつを開催。2004年のJ2第18節（福岡戦）は秋田市八橋運動公園陸上競技場、2005年のJ2第7節（湘南戦）はJヴィレッジ（福島県）[注 4] でそれぞれ開催した。
- 練習場は山形県総合運動公園以外に、山形県あかねヶ丘陸上競技場、第一貨物教育センター体育館、酒田市飯森山多目的グラウンドも使用している。

年度・競技場別の試合数
※1999年のJ2加盟以後。
| 年度 | リーグ戦 | リーグ戦        | Jリーグ杯 | 備考                                      |
| 年度 | 山形県陸 | その他          | Jリーグ杯 | 備考                                      |
| ---- | -------- | --------------- | --------- | ----------------------------------------- |
| 1999 | 14       | 山形市陸2 鶴岡2 | 山形県陸1 |                                           |
| 2000 | 16       | 山形市陸2 鶴岡2 | 山形県陸1 |                                           |
| 2001 | 16       | 山形市陸2 鶴岡2 | 山形県陸1 |                                           |
| 2002 | 22       |                 | 不参加    | この年より県内での試合を山形県陸に一本化  |
| 2003 | 22       |                 | 不参加    |                                           |
| 2004 | 21       | 秋田陸1         | 不参加    |                                           |
| 2005 | 21       | Jヴィレ1        | 不参加    |                                           |
| 2006 | 24       |                 | 不参加    |                                           |
| 2007 | 24       |                 | 不参加    | 山形県陸=命名権採用により「NDスタ」に変更 |
| 2008 | 21       |                 | 不参加    | J1昇格                                    |
| 2009 | 17       |                 | NDスタ3   |                                           |
| 2010 | 17       |                 | NDスタ3   |                                           |
| 2011 | 17       |                 | NDスタ1   | J2降格                                    |
| 2012 | 21       |                 | 不参加    |                                           |
| 2013 | 21       |                 | 不参加    |                                           |
| 2014 | 21       |                 | 不参加    | J1昇格                                    |
| 2015 | 17       |                 | NDスタ3   | J2降格                                    |
| 2016 | 21       |                 | 不参加    |                                           |
| 2017 | 21       |                 | 不参加    |                                           |
| 2018 | 21       |                 | 不参加    |                                           |
| 2019 | 21       |                 | 不参加    |                                           |
| 2020 | 21       |                 | 不参加    |                                           |
| 2021 | 21       |                 | 不参加    |                                           |

### ホームスタジアム
メインスタンド防水層の劣化による漏水、スタンド表面の防水層の剥がれによる歩行上の支障等により、2006年から2年間NDスタの改修工事が行われた。
2009年J1第2節（3月14日）の名古屋戦は積雪のもとで試合を行った。
2013年2月22日、山形市はモンテディオのホームスタジアム移転も視野に入れて、山形県などと共同で山形市内に新しいスタジアムを建設したい旨を表明。3月5日の山形県議会で「山形市のスタジアム構想」に関して質疑が行われ、山形県は山形駅西口の県有地への建設は困難との考えを示し、その後同地には県民会館が建設された。3月5日、天童市議会は本拠地の存続などを求める要望書を山形県知事に提出する旨の議案を全会一致で可決した。
2022年3月14日、クラブ側が新スタジアムの建設予定地を山形県総合運動公園南側の駐車場に定め、山形県などに伝えていたことを明らかにした。新スタジアムは当初2025年の運用開始を目指す予定であったが、2023年4月27日にクラブ側の会見で、コロナ禍で調整に時間がかかっているうえ、物価上昇で建設コストが上がっていることなどから、2025年シーズン開幕には間に合わないという見通しを示した。新たな運用開始のメドは2027年を予定している。
新球技場は、現在のNDスタと同等程度の2万人収容規模を予定しており、Jリーグクラブライセンスに基づく、客席の屋根を全面的に敷設するなどした、寒冷地仕様のスタンドなどを予定している。天童市長の山本信治は、建設予定地となる現在の駐車場に代わる新たな駐車場の用地を確保する考えを示し、山形県知事の吉村美栄子は「そうしたこと（天童市長の意向）を踏まえて、県としても土地の使用に協力したい」とする姿勢を示している。

## 観客数
| 年度   | カテゴリ | ホーム試合数 | 平均観客動員数 |          | 最多動員試合 | 最多動員試合 | 最多動員試合 | 最多動員試合 | 最多動員試合 | 最多動員試合 |             | 最少動員試合 | 最少動員試合 | 最少動員試合 | 最少動員試合 | 最少動員試合 | 最少動員試合 |
| 年度   | カテゴリ | ホーム試合数 | 平均観客動員数 | 試合日   | 試合         | 相手         | スコア       | 入場者数     | スタジアム   | 試合日       | 試合        | 相手         | スコア       | 入場者数     | スタジアム   |              |              |
| ------ | -------- | ------------ | -------------- | -------- | ------------ | ------------ | ------------ | ------------ | ------------ | ------------ | ----------- | ------------ | ------------ | ------------ | ------------ | ------------ | ------------ |
| 1999年 | J2       | 18           | 2,980          |          | 7月17日      | J2第18節     | 仙台         | 2-1          | 5,836        | 山形県       |             | 9月15日      | J2第26節     | 仙台         | 0-0          | 1,812        | 山形県       |
| 2000年 | J2       | 20           | 3,468          | 5月7日   | J2第11節     | 浦和         | 1-0          | 11,671       | 9月28日      | 山形県       | J2第35節    | 鳥栖         | 2-0          | 1,252        |              |              | 山形県       |
| 2001年 | J2       | 22           | 4,391          | 11月18日 | J2第44節     | 川崎         | 0-1          | 17,396       | 5月23日      | 山形県       | J2第13節    | 新潟         | 0-1          | 1,803        |              |              | 山形県       |
| 2002年 | J2       | 22           | 3,755          | 7月20日  | J2第19節     | C大阪        | 1-3          | 8,996        | 7月10日      | 山形県       | J2第17節    | 福岡         | 1-1          | 1,908        |              |              | 山形県       |
| 2003年 | J2       | 22           | 4,370          | 4月29日  | J2第9節      | 新潟         | 1-0          | 10,096       | 10月18日     | 山形県       | J2第39節    | 甲府         | 2-1          | 2,743        |              |              | 山形県       |
| 2004年 | J2       | 22           | 6,420          | 5月5日   | J2第10節     | 仙台         | 0-0          | 20,062       | 6月18日      | 山形県       | J2第18節    | 福岡         | 0-2          | 2,964        | 秋田         |              |              |
| 2005年 | J2       | 22           | 5,949          | 6月25日  | J2第18節     | 仙台         | 0-0          | 19,418       | 4月16日      | 山形県       | J2第7節     | 湘南         | 1-1          | 1,647        | Jヴィレ      |              |              |
| 2006年 | J2       | 24           | 5,085          | 8月26日  | J2第36節     | 仙台         | 1-0          | 13,043       | 11月11日     | 山形県       | J2第48節    | 草津         | 3-0          | 2,236        | 山形県       |              |              |
| 2007年 | J2       | 24           | 4,243          | 7月21日  | J2第29節     | 仙台         | 1-1          | 9,190        | NDスタ       | 8月30日      | J2第37節    | C大阪        | 0-1          | 2,100        | NDスタ       |              |              |
| 2008年 | J2       | 21           | 6,273          | 6月15日  | J2第20節     | 仙台         | 3-0          | 15,442       | NDスタ       | 5月21日      | J2第15節    | 徳島         | 2-0          | 2,479        | NDスタ       |              |              |
| 2009年 | J1       | 17           | 12,056         | 7月4日   | J1第16節     | 浦和         | 2-3          | 20,102       | NDスタ       | 5月23日      | J1第13節    | 京都         | 0-0          | 6,554        | NDスタ       |              |              |
| 2010年 | J1       | 17           | 11,710         | 7月17日  | J1第13節     | 仙台         | 3-1          | 20,231       | NDスタ       | 4月3日       | J1第5節     | 広島         | 1-0          | 7,019        | NDスタ       |              |              |
| 2011年 | J1       | 17           | 9,325          | 5月22日  | J1第12節     | 仙台         | 0-1          | 18,008       | NDスタ       | 11月19日     | J1第32節    | 福岡         | 0-5          | 5,053        | NDスタ       |              |              |
| 2012年 | J2       | 21           | 7,355          | 7月15日  | J2第24節     | 福岡         | 3-1          | 11,275       | NDスタ       | 4月27日      | J2第10節    | 栃木         | 2-1          | 5,036        | NDスタ       |              |              |
| 2013年 | J2       | 21           | 7,020          | 4月14日  | J2第8節      | G大阪        | 0-1          | 17,223       | NDスタ       | 4月21日      | J2第10節    | 熊本         | 1-0          | 4,433        | NDスタ       |              |              |
| 2014年 | J2       | 21           | 6,348          | 11月23日 | J2第42節     | 東京V        | 1-2          | 13,334       | NDスタ       | 3月30日      | J2第5節     | 水戸         | 0-0          | 4,270        | NDスタ       |              |              |
| 2015年 | J1       | 17           | 10,005         | 6月27日  | J1 1st第17節 | G大阪        | 1-3          | 14,320       | NDスタ       | 7月29日      | J1 2nd第5節 | 名古屋       | 0-3          | 6,100        | NDスタ       |              |              |
| 2016年 | J2       | 21           | 6,254          | 8月11日  | J2第28節     | 京都         | 0-0          | 14,450       | NDスタ       | 10月8日      | J2第35節    | 愛媛         | 2-2          | 3,189        | NDスタ       |              |              |
| 2017年 | J2       | 21           | 6,582          | 8月11日  | J2第27節     | 金沢         | 2-1          | 12,743       | NDスタ       | 10月29日     | J2第39節    | 愛媛         | 2-2          | 3,707        | NDスタ       |              |              |
| 2018年 | J2       | 21           | 6,766          | 8月11日  | J2第28節     | 東京V        | 2-1          | 13,609       | NDスタ       | 7月25日      | J2第25節    | 岡山         | 1-0          | 4,675        | NDスタ       |              |              |
| 2019年 | J2       | 21           | 8,289          | 8月11日  | J2第27節     | 新潟         | 2-0          | 18,721       | NDスタ       | 10月14日     | J2第36節    | 岐阜         | 2-0          | 5,415        | NDスタ       |              |              |
| 2020年 | J2       | 21           | 2,944          | 10月4日  | J2第24節     | 松本         | 1-3          | 5,435        | NDスタ       | 7月15日      | J2第5節     | 群馬         | 2-3          | 1,355        | NDスタ       |              |              |
| 2021年 | J2       | 21           | 5,082          | 8月9日   | J2第24節     | 千葉         | 3-1          | 8,340        | NDスタ       | 4月21日      | J2第9節     | 長崎         | 1-3          | 2,451        | NDスタ       |              |              |
| 2022年 | J2       | 21           | 6,451          | 10月1日  | J2第39節     | 新潟         | 1-1          | 12,072       | NDスタ       | 5月25日      | J2第18節    | 山口         | 1-0          | 3,873        | NDスタ       |              |              |
| 2023年 | J2       | 21           | 8,318          | 8月12日  | J2第30節     | 千葉         | 1-0          | 14,618       | NDスタ       | 5月7日       | J2第14節    | 藤枝         | 3-2          | 5,390        | NDスタ       |              |              |
| 2024年 | J2       | 19           | 10,264         | 11月10日 | J2第38節     | 千葉         | 4-0          | 19,316       | NDスタ       | 3月20日      | J2第5節     | 藤枝         | 0-1          | 5,616        | NDスタ       |              |              |

| 順位 | 対戦チーム | 年月日         | 試合     | スコア | 観客数 | 収容率 | スタジアム |
| ---- | ---------- | -------------- | -------- | ------ | ------ | ------ | ---------- |
| 1    | 仙台       | 2010年7月17日  | J1第13節 | 3-1    | 20,231 | 95.0%  | NDスタ     |
| 2    | 浦和       | 2009年7月4日   | J1第16節 | 2-3    | 20,102 | 94.4%  | NDスタ     |
| 3    | 仙台       | 2004年5月5日   | J2第10節 | 0-0    | 20,062 | 94.2%  | 山形県     |
| 4    | 仙台       | 2005年6月25日  | J2第18節 | 0-0    | 19,418 | 91.2%  | 山形県     |
| 5    | 千葉       | 2024年11月10日 | J2第38節 | 4-0    | 19,316 | 93.5%  | NDスタ     |
| 6    | 浦和       | 2010年3月21日  | J1第3節  | 1-1    | 19,021 | 89.3%  | NDスタ     |
| 7    | 新潟       | 2019年8月11日  | J2第27節 | 2-0    | 18,721 | 90.0%  | NDスタ     |
| 8    | 仙台       | 2011年5月22日  | J1第12節 | 0-1    | 18,008 | 88.6%  | NDスタ     |
| 9    | 川崎       | 2001年11月18日 | J2第44節 | 0-1    | 17,396 | 85.6%  | 山形県     |
| 10   | G大阪      | 2013年4月14日  | J2第8節  | 0-1    | 17,223 | 82.8%  | NDスタ     |
| 11   | 新潟       | 2009年5月9日   | J1第12節 | 0-1    | 17,171 | 84.5%  | NDスタ     |

| 順位 | 対戦チーム | 年月日         | 試合     | スコア | 観客数 | スタジアム |
| ---- | ---------- | -------------- | -------- | ------ | ------ | ---------- |
| 1    | 鳥栖       | 2000年9月28日  | J2第35節 | 2-0    | 1,252  | 山形県     |
| 2    | 群馬       | 2020年7月15日  | J2第5節  | 2-3    | 1,355  | NDスタ     |
| 3    | 千葉       | 2020年7月29日  | J2第8節  | 0-0    | 1,516  | NDスタ     |
| 4    | 甲府       | 2000年8月2日   | J2第26節 | 4-1    | 1,534  | 山形市     |
| 5    | 湘南       | 2005年4月16日  | J2第7節  | 1-1    | 1,647  | Jヴィレ    |
| 6    | 新潟       | 2001年5月23日  | J2第13節 | 0-1    | 1,803  | 山形県     |
| 7    | 仙台       | 1999年9月15日  | J2第26節 | 0-0    | 1,812  | 山形県     |
| 8    | 水戸       | 2000年9月17日  | J2第33節 | 0-1    | 1,813  | 山形県     |
| 9    | 水戸       | 2000年3月26日  | J2第3節  | 1-2    | 1,829  | 山形県     |
| 10   | 金沢       | 2020年11月25日 | J2第36節 | 4-0    | 1,875  | NDスタ     |

## マスコット
- ディーオ：カモシカをモチーフとしたマスコット。角を3本持ちスピードや力強さ、賢さを表現[3][34]。
- モンテス：岩石をモチーフとしたマスコット。頭部の3つの突起が出羽三山を表現[3][34]。

### マスコット決定の経緯
2005年8月よりマスコットのデザインに関する公募を開始。1,766点の応募より絞り込まれた3点に対するサポーター投票が行われた。
なお、2005年12月20日の第2回選定委員会でチームマスコットとなる1点を決定する予定だったが、選定委員会の席上でサポーター投票で最下位の岩石をモチーフとしたキャラクターを推す選定委員長である東北芸術工科大学教授（当時）上條喬久とそれに反発するサポーター選定委員2名との間で意見が分かれてしまい、そのために折衷案としてJリーグとしては初の異なるモチーフの2体がマスコットとして併用されることになった。ちなみに、そのときの採用謝礼金の30万円は折半された。
2006年1月18日のJリーグ実行委員会よりマスコットとしての使用が承認。2006年3月より名称の公募を行い、同年6月30日に1,655点の中から2体の名称がそれぞれ『ディーオ』と『モンテス』と名付けられた。
登場からしばらく、ディーオ、モンテス共に他チームのマスコットのような「着ぐるみ化」はされていなかったが、2008年1月に東北芸術工科大学の学生が卒業作品として制作したディーオの着ぐるみが登場。同年3月に荘内銀行が寄贈したモンテスのエアドームが登場した。

## トピック

### モンテディオ山形フルモデルチェンジ構想
2008年、山形県スポーツ振興21世紀協会は、ホーム戦の観客動員数が慢性的に低迷していた状況を踏まえ、その梃子入れ策の一環としてクラブのイメージを一新する『モンテディオ山形フルモデルチェンジ構想』を打ち出した。7月以降、デザイナーで東北芸術工科大学教授の中山ダイスケにプランニングを依頼。12月18日、最終的な構想案を山形県総合運動公園総合体育館内の会議室で行われた非公開の臨時理事会で説明した。
概要
- クラブ名称は県内の4地域全てから見ることが出来る出羽三山の月山から名づけた「月山山形」。
- イメージカラーは東北地方と雪国などをイメージした「白」、月山や山形の空などから想像した「銀と黒」。
- 月山をイメージした月と山を組み合わせたロゴ
- 三角マークを組み合わせた市松模様のデザインを使ったユニホーム。
- スポンサーなどとチームが一体となった、チームと山形の観光・物産のPR。

モデルチェンジ案は山形にこだわり、チームの新しいイメージを構築することを目的としたもので、中山は「新しいファンを呼び込むにはイメージ一新が必要」と主張、提案した新名称「月山山形」は中山自ら商標登録を出願して保護した。
一方、臨時理事会に出席した13人の理事の半分以上が「J1昇格で盛り上がる時期に変える必要はない」「モンテディオに愛着がある」と、構想案に懸念を示し、この日の理事会は「海保・中山・21世紀協会理事・公募のサポーターなどを含めた10人程度のプロジェクトチームを組織して、2009年5月のJリーグ理事会までをめどに結論を出す」という方針を決定したのみで、クラブ名称やイメージカラーの変更に関しては継続審議として終了した。また、モデルチェンジ案が報道などで知られるところとなると、サポーターからの反発を招いた。
2009年1月30日、先の方針を受けて同構想を検討するプロジェクトチームの一般公募メンバーが決定、2月5日にはプロジェクトチームの初会合が行われた。その後、2月25日と3月11日の計3回に渡って会合を重ね、チームを通じて山形県全体をアピールするというコンセプトについては合意を得られたものの、クラブ名称とイメージカラーの変更に関しては、合意を得ることは出来ずに終わった。3月19日に県総合運動公園総合体育館会議室で行われた同協会の通常総会において、構想の実現を断念すると報告された。

### 運営法人の株式会社化
2013年まで運営法人はJリーグ加盟クラブで唯一公益法人（山形県スポーツ振興21世紀協会。以下「協会」）であった。しかし、逆に選手の年俸や選手補強にかけられる予算が他クラブよりも限られているために高額な年俸の選手は抱えられないという一面もあり、監督経験の少ない新人監督や他クラブで戦力構想外となった解雇選手やレンタル移籍の選手を獲得せざるを得ない状況であった。しかし、山形はそういった人材の育成には実績があり、山形での活躍を機に他クラブへと移籍していく例は非常に多い。
その反面、資金的な問題から他クラブに引き抜かれそうな監督や主力選手に対しての金銭面での引き留めは難しく、結果的に彼らの大半はそのまま好条件のクラブへ引き抜かれる事となる。そのため人材の流動が激しく、チームの成績もなかなか安定しなかった。2009年は、シーズン終了時点の所属選手はJ1昇格を決めた2008年以降の加入者が大半を占めていた。
協会は2012年4月に今後の運営体制を検討する「法人運営検討委員会」を発足。議論の結果、トップチームの運営を株式会社化する一方で、ユース・アカデミー・ホームタウン事業は引き続き協会にて行うことを決めた。
2013年5月、トップチームの株式会社化に向けたパートナー企業の募集を開始。6月、パートナー企業としてアビームコンサルティングを選定。8月20日、協会は臨時総会で「株式会社モンテディオ山形」の設立に必要な出資案件を可決し、8月29日に株式会社モンテディオ山形を設立した。11月、山形県は株式会社モンテディオ山形を山形県総合運動公園の指定管理者に選定した（期間は2014年4月1日から5年間）
2014年2月1日付けをもって、男子サッカー部トップチーム（第1種登録）の運営を正式に（公社）山形県スポーツ振興21世紀協会から（株）モンテディオ山形に移管。また同2月28日をもって、NDスタを含む山形県総合運動公園の指定管理業務を行っていたやまがたスポーツパーク（株）を合併（統合後の存続会社は（株）モンテディオ山形） した。
株式会社モンテディオ山形の（2015年末現在の）株主構成は、山形県スポーツ振興21世紀協会が49％、アビーム社が49％、山形県が2％の出資比率である。山形県と（山形県の外郭団体である）山形県スポーツ振興21世紀協会の出資比率を合わせると過半数となることから、2015年シーズン後の社長交代劇に対しては、高橋前社長の経営黒字化をはじめとする実績をないがしろにし、後任に県職員OBを充てたことに「（吉村美栄子知事らはモンテディオ山形を）出資法人の一つ程度としか思っていないのだろう」との批判の声も聞かれた。

### Jリーグ初の再試合
2022年4月3日に行われた、明治安田生命J2リーグ第8節、対ファジアーノ岡山戦において、担当審判員による明らかな競技規則適用ミスがあり、Jリーグで協議した結果、再試合とする事が決定した。Jリーグにおいて一度行われた試合が再試合となるのは史上初。
問題の場面は前半10分、山形ＧＫ・後藤雅明へ味方からバックパスが出されたが、コースが反れて無人のゴールに向かい、あわやオウンゴールとなる直前で後藤はボールを手で掻き出した。
これを主審はバックパスの反則として、岡山に間接フリーキックを与えたが、さらに後藤に対して、決定的得点機会阻止と見なしてレッドカードを提示した。
しかし、ＧＫがペナルティーエリア内で味方からの意図的なバックパスを手で扱った場合、競技規則上は当該選手に懲戒の罰則は与えられないとされていて、この場合岡山の間接フリーキックのみで再開されるべきものであった。
副審・第4の審判員も誤りを正すことはなく試合はそのまま継続され、岡山の0-1の勝利で試合は終了した。
試合中からSNS上で、間違いを指摘する投稿が多くあり、山形は試合終了後に、Jリーグに対して問い合わせをした。
これを受けてJリーグは日本サッカー協会(JFA)を通じて国際サッカー評議会(IFAB)にも確認した上で、5日に臨時実行委員会及び臨時理事会を開き、誤った判定によって山形は80分以上に渡って10人でプレーをする事になり、勝敗に関わる影響を与えたとして、当該試合を再試合とする事に決定した。またこれに合わせて、後藤に対する退場と出場停止処分も後日取り消された。
再開試合は8月31日に開催。試合は出場メンバーに制限は設けず、4月の試合のスタメンからメンバー変更しても交代枠を使ったとみなさないとし、ミスのあった11分から、岡山の間接FKから再開される事になった。
試合は再開直後の間接FKからヨルディ・バイスが決めて岡山が先制。山形も反撃するがゴールを奪えず、終了間際にも追加点を奪われ、岡山に0-2で敗れた。

## ユニフォーム

### クラブカラー
- ブルー[3]、    ホワイト[3]

1stユニフォーム
- 1999年：シャツは青（肩部分に白と黄）、パンツは白のツートン
- 2000年 - 2009年：青×白の縦ストライプ
- 2010年 - 2011年：青地に白い縦線が左胸に1本
- 2012年 - 2013年：青地の下半分に白いストライプ
- 2014年：青地に白い2本の縦縞
- 2015年 - 2016年

胸部分にはクラブエンブレムにある出羽三山をイメージ。ラインアートとして幾重にも連ね、山形を愛するすべての人たちと力を合わせて戦う姿を表現。首から脇、背中から裾部分にアクセントとして白のラインを施し、背中から肩にかける白のラインは、選手の肩を後押しするサポーターの願いを込めている。
- 2017年

北の大地から進撃し、日本中に波紋を呼ぶ山の神たちと共に戦うクラブの姿勢と新コンセプトである「アクセラレーション（加速力）」を表現。
- 2018年

山形ブルーとホワイトの縦縞を復活。ウエスト部分は、山形県中央部にある月山、湯殿山、羽黒山 からなる出羽三山の切り立つ山並みを表現。山並みから始まるラインストライプは、出羽三山などの大自然と、山形を愛する全ての人たちの力が、チームのモチベーションを高め、更なる加速力を生み、一瞬にして相手チームを置き去りにしていくというメッセージが込めている。
- 2019年

山形を代表する霊峰「出羽三山」の神秘的な深い森を、チームカラーである、ブルーのデジタルカモフラージュパターンで表現。裾に向かって徐々にネイビーへと変化し、パンツと一体化するデザインになっている。
- 2020年

クラブの伝統の象徴である白ストライプを軸とした、シンプルなデザインのユニフォームになっている。
- 2021年

青をベースとしながら、白のストライプを斜めに施した、襟付きデザインのユニフォームになっている。
- 2022年

エンブレムのリニューアルにあわせ、原点回帰の意味合いを込めた、青白のストライプによるデザインになっている。
- 2023年

J1昇格に向けて伸びていくチームの勢いを、メインモチーフであるストライプを軸に、白とネイビーで表現している。
- 2024年

“雪国クラブ”をユニフォームに表現すべく、白をベースに青色のストライプを配したデザインになっている。
- 2025年

青をベースに、左右に各々で6本、合計12本の白ストライプを配置。12本の白ストライプは、11人の選手、そして12人目として一緒に戦うファン・サポーターを表現している。なお遠目に見ると、太い2本の白ストライプに見えるデザインになっている。
また、白いストッキングはアウェイの仙台戦、栃木戦など、対戦相手の1stユニフォームのシャツが黄色系統、ソックスが青色系統の場合に使用する。
2ndユニフォーム
2000年から2014年までは、紅花をイメージした当時としては珍しい有彩色の黄色のユニフォームを採用していた。サプライヤーがプーマからニューバランスに変更となった2015年はJ1復帰を達成し、より成熟したチームを目指す意味も込めて、紅花が成熟した色である赤を採用。2016年は17年振りに白を採用。2021年はベージュをベースに、山形の豊かな稲穂の収穫を表すハーベストゴールドを配色したユニフォームになっている。その後、2022年から2023年は黄色になっている。なお、2023年は基本的に紺色のパンツを使用するが、対戦相手に応じて黄色のパンツも用意している。2025年は1stユニフォームのデザインから発想し、白ベースに無数のストライプを配置。チームを支える方々を表現している。

### ユニフォームスポンサー
| 掲出箇所   | スポンサー名                                    | 表記                  | 掲出年   | 備考 |
| 胸         | アビームコンサルティング                        | ABeam                 | 2015年 - | 2015年 - 2017年は「ABeam」「Consulting」の2行表記 2018年は「ABeamConsulting」の1行表記 |
| 鎖骨       | SCOグループ                                     | SCO GROUP             | 2022年 - | 左側に表記 2022年 - 2024年はPayLight表記 |
| 鎖骨       | 山形日産グループ                                | Yamagata NISSAN␣GROUP | 2025年 - | 右側に表記 |
| 背中上部   | 山形「つや姫」「雪若丸」 ブランド化戦略推進本部 | つや姫 雪若丸         | 2021年 - | 1998年は袖 1999年 - 2007年は「はえぬき」表記 1999年 - 2007年、2009年 - 2014年は胸 2015年 - 2020年は「つや姫」が上部、2018年5月 - 2020年は「雪若丸」が下部 2021年 - 2022年は「雪若丸」が上部、「つや姫」が下部 |
| 背中下部   | 東北電化工業                                    | DENKA                 | 2023年 - | |
| 袖         | でん六                                          | でん六                | 2001年 - | |
| パンツ前面 | 平田牧場                                        | 平田牧場              | 2016年 - | 1999年 - 2007年、2009年 - 2014年は背中 2008年は胸 |
| パンツ背面 | ワイム                                          | ワイム                | 2021年 - | |

### ユニフォームサプライヤーの遍歴
- 1999年 - 2014年：プーマ
- 2015年 - 2018年：ニューバランス
- 2019年[69] - 現在：ペナルティ

### 歴代ユニフォーム
| FP 1st      | FP 1st      | FP 1st      | FP 1st      | FP 1st      |
| ----------- | ----------- | ----------- | ----------- | ----------- |
| 1999        | 2000 - 2002 | 2003 - 2004 | 2005 - 2006 | 2007        |
| 2008 - 2009 | 2010 - 2011 | 2012 - 2013 | 2014        | 2015 - 2016 |
| 2017        | 2018        | 2019        | 2020        | 2021        |
| 2022        | 2023        | 2024        | 2025 -      |             |
|             |             |             |             |             |

| FP 2nd      | FP 2nd      | FP 2nd      | FP 2nd      | FP 2nd |
| ----------- | ----------- | ----------- | ----------- | ------ |
| 1999        | 2000 - 2003 | 2004        | 2005 - 2006 | 2007   |
| 2008 - 2009 | 2010 - 2011 | 2012 - 2013 | 2014        | 2015   |
| 2016        | 2017        | 2018        | 2019        | 2020   |
| 2021        | 2022        | 2023        | 2024        | 2025 - |
|             |             |             |             |        |

| FP Other        | FP Other   | FP Other                  | FP Other        | FP Other        |
| --------------- | ---------- | ------------------------- | --------------- | --------------- |
| 2013 · サマー3  | 2018 · 3rd | 2018 · 新品種デビュー記念 | 2019 · ナツユニ | 2021 · ナツユニ |
| 2022 · ナツユニ | 2023 · 3rd | 2023 · ナツユニ           | 2024 · ナツユニ |                 |
|                 |            |                           |                 |                 |

### 歴代ユニフォームスポンサー表記
| 年度 | 箇所                    | 箇所      | 箇所      | 箇所          | 箇所       | 箇所                | 箇所                       | 箇所       | サプライヤー |
| 年度 | 胸                      | 鎖骨左    | 鎖骨右    | 背中上部      | 背中下部   | 袖                  | パンツ前面                 | パンツ背面 | サプライヤー |
| 1999 | 米どころ山形県 はえぬき | 解禁前    | 解禁前    | 平田牧場      | 解禁前     | 四季感動の やまがた | -                          | 解禁前     | PUMA         |
| 2000 | 米どころ山形県 はえぬき | 解禁前    | 解禁前    | 平田牧場      | 解禁前     | 四季感動の やまがた | -                          | 解禁前     | PUMA         |
| 2001 | はえぬき                | 解禁前    | 解禁前    | 平田牧場      | 解禁前     | でん六              | -                          | 解禁前     | PUMA         |
| 2002 | はえぬき                | 解禁前    | 解禁前    | 平田牧場      | 解禁前     | でん六              | NEC山形                    | 解禁前     | PUMA         |
| 2003 | はえぬき                | 解禁前    | 解禁前    | 平田牧場      | 解禁前     | でん六              | NEC山形                    | 解禁前     | PUMA         |
| 2004 | はえぬき                | 解禁前    | 解禁前    | 平田牧場      | 解禁前     | でん六              | NEC山形                    | 解禁前     | PUMA         |
| 2005 | はえぬき                | 解禁前    | 解禁前    | 平田牧場      | 解禁前     | でん六              | NEC山形                    | 解禁前     | PUMA         |
| 2006 | はえぬき                | 解禁前    | 解禁前    | 平田牧場      | 解禁前     | でん六              | NEC山形                    | 解禁前     | PUMA         |
| 2007 | はえぬき                | 解禁前    | 解禁前    | 平田牧場      | 解禁前     | でん六              | NEC山形                    | 解禁前     | PUMA         |
| 2008 | 平田牧場                | 解禁前    | 解禁前    | -             | 解禁前     | でん六              | NEC セミコンダクターズ山形 | 解禁前     | PUMA         |
| 2009 | つや姫                  | 解禁前    | 解禁前    | 平田牧場      | 解禁前     | でん六              | NEC セミコンダクターズ山形 | 解禁前     | PUMA         |
| 2010 | つや姫                  | 解禁前    | 解禁前    | 平田牧場      | 解禁前     | でん六              | トプコン山形               | 解禁前     | PUMA         |
| 2011 | つや姫                  | 解禁前    | 解禁前    | 平田牧場      | 解禁前     | でん六              | トプコン山形               | 解禁前     | PUMA         |
| 2012 | つや姫                  | 解禁前    | 解禁前    | 平田牧場      | 解禁前     | でん六              | トプコン山形               | 解禁前     | PUMA         |
| 2013 | つや姫                  | 解禁前    | 解禁前    | 平田牧場      | 解禁前     | でん六              | トプコン山形               | 解禁前     | PUMA         |
| 2014 | つや姫                  | 解禁前    | 解禁前    | 平田牧場      | 解禁前     | でん六              | 山形代表                   | 解禁前     | PUMA         |
| 2015 | ABeam Consulting        | 解禁前    | 解禁前    | つや姫        | 解禁前     | でん六              | 山形代表                   | 解禁前     | New Balance  |
| 2016 | ABeam Consulting        | 解禁前    | 解禁前    | つや姫        | -          | でん六              | 平田牧場                   | 解禁前     | New Balance  |
| 2017 | ABeam Consulting        | 解禁前    | 解禁前    | つや姫        | -          | でん六              | 平田牧場                   | 解禁前     | New Balance  |
| 2018 | ABeamConsulting         | -         | -         | つや姫        | - / 雪若丸 | でん六              | 平田牧場                   | 解禁前     | New Balance  |
| 2019 | ABeam                   | -         | - / UNITE | つや姫        | 雪若丸     | でん六              | 平田牧場                   | 解禁前     | PENALTY      |
| 2020 | ABeam                   | -         | UNITE     | つや姫        | 雪若丸     | でん六              | 平田牧場                   | -          | PENALTY      |
| 2021 | ABeam                   | -         | UNITE     | 雪若丸        | つや姫     | でん六              | 平田牧場                   | ワイム     | PENALTY      |
| 2022 | ABeam                   | Pay Light | UNITE     | 雪若丸        | つや姫     | でん六              | 平田牧場                   | ワイム     | PENALTY      |
| 2023 | ABeam                   | Pay Light | UNITE     | つや姫 雪若丸 | DENKA      | でん六              | 平田牧場                   | ワイム     | PENALTY      |

- 2009年の胸スポンサーと背中スポンサーについては、開幕前に決定していたが、ユニフォームに掲出するロゴの制作が間に合わず（#「はえぬき」と「つや姫」を参照）、第1節はスポンサーロゴを掲示しなかった。

### 「はえぬき」と「つや姫」
山形県農業協同組合中央会（JAグループ山形）はモンテディオの1999年のJリーグ加盟初年度以来、ユニフォームの胸スポンサーを務めていたが（上表参照）、2008年は広告料の値上げを希望していたクラブ側と金銭面で折り合わなかったのが原因で一時撤退した経緯がある。
JAグループ山形は県内で開発された水稲の新品種「山形97号」に関し、2009年のJ1昇格に合わせ、再びクラブの胸スポンサーとなってPRする意向を示した。2009年2月23日、この新品種の名称が7つのネーミング候補の中から「つや姫」に選ばれると共に、急ピッチで胸ロゴの制作に着手。3月7日のアウェイでの開幕戦（磐田戦）には間に合わなかったものの、3月14日のホーム開幕戦（名古屋戦）でユニフォームが披露された。
2015年はチームの大株主であるアビームコンサルティングが胸スポンサーとなったため、「つや姫」は背中スポンサーとなった。

## アカデミー
- モンテディオ山形 ユース（U-18）
- モンテディオ山形 ジュニアユース村山（U-15）
- モンテディオ山形 ジュニアユース庄内（U-15）
- モンテディオ山形 ジュニア村山（U-12）
- モンテディオ山形 ジュニア庄内（U-12）

## メディア

### テレビ

#### 現在放送中の番組
- スーパーＪチャンネルYTSゴジダスⅢ「モンテディオ山形応援宣言」（毎週月曜）/ 山形テレビ
- KICK OFF! YAMAGATA（毎週土曜・11:30 - 11:45）/ さくらんぼテレビ

#### 過去の番組
- ブルイズ！モンテディオ（毎週金曜・22:52 - ） / さくらんぼテレビ（2015年7月 - 2023年3月）

### ラジオ
- グッとモーニン!!「アグレッシブJ」（毎週月曜）/ 山形放送
- ゲツキンラジオ　ぱんぱかぱ〜ん「ちかちゃんのモンテ情報」（毎週木曜）/ 山形放送
- やまがたスポーツ応援番組CHEER!!（毎週金曜・11:30）/ 山形放送

### 雑誌
- モンテディオファンマガジンRush（毎月10日頃発売）

## 応援スタイル

### アンセム
- Over the rainbow （モンテディオ山形Ver.）

### 応援歌
- スポーツ県民歌（モンテディオ山形Ver.）

試合勝利時に歌われる。
- BLUE IS THE COLOUR （モンテディオ山形Ver.）

原曲はイングランドのチェルシーFCの応援歌であるが、「Chelsea」の部分を「Yamagata」へ変えている。
- チームコール
- モンテディオコール
- 青き旗
- Park（モンテディオ山形Ver.）

原曲はシカゴ「Saturday In The Park」
- FORZA山形
- SAMBA
- 山形DIO
- Get Goal
- バモ山形
- カモン山形
- SAMURAI（モンテディオ山形Ver.）

原曲は「Carnaval de Paris」
- 山形ゴール
- ハンドクラップ
- オレオ山形
- Rushing Spirits

オフィシャルテーマソング。作曲は山形出身のベーシスト・須藤満。2003年3月22日、1000枚限定でシングル盤がリリースされた（同年6月にリリースされた須藤のアルバム「Faver Of My Friends 2003」にはライブバージョンが収録されている）

## 決算
モンテディオ山形の決算は次の通りである。近年ではグッズ販売にも力を入れており、民間企業と協力してキッチン家電やキャンプ用具等の開発を行っている。

### 損益
| 年度 | リーグ | 収入  | 広告料 | 入場料 | 配分 | その他 | 費用  | 事業費 | 人件費 | 管理費 | 利益 | 純利益 |
| ---- | ------ | ----- | ------ | ------ | ---- | ------ | ----- | ------ | ------ | ------ | ---- | ------ |
| 2005 | J2     | 582   | 85     | 93     | 110  | 294    | 655   | 533    | 330    | 122    | -73  | -73    |
| 2006 | J2     | 665   | 87     | 74     | 111  | 393    | 657   | 504    | 393    | 153    | 8    | 8      |
| 2007 | J2     | 539   | 93     | 89     | 119  | 238    | 510   | 402    | 251    | 108    | 29   | 29     |
| 2008 | J2     | 626   | 90     | 128    | 123  | 285    | 716   | 590    | 392    | 126    | -90  | 22     |
| 2009 | J1     | 1,163 | 194    | 339    | 252  | 378    | 1,136 | 948    | 569    | 188    | 27   | 27     |
| 2010 | J1     | 1,229 | 228    | 349    | 232  | 420    | 1,302 | 1,122  | 787    | 180    | -73  | -73    |

- 金額の単位: 百万円
- 人件費は事業費に含まれる。

出典: 各年度のJクラブ決算一覧。
2005、
2006、
2007、
2008、
2009、
2010
| 年度 | リーグ | 収益  | 広告料 | 入場料 | 配分 | 育成 | その他 | 費用  | 人件費 | 試合 | トップ | 育成 | 女子 | 販売 | 利益 | 純利益 |
| ---- | ------ | ----- | ------ | ------ | ---- | ---- | ------ | ----- | ------ | ---- | ------ | ---- | ---- | ---- | ---- | ------ |
| 2011 | J1     | 1,239 | 258    | 282    | 222  | 50   | 427    | 1,268 | 706    | 97   | 108    | 62   | 0    | 293  | -27  | -27    |
| 2012 | J2     | 1,047 | 253    | 223    | 95   | 57   | 419    | 982   | 459    | 77   | 109    | 68   | 0    | 269  | 65   | 65     |
| 2013 | J2     | 1,041 | 258    | 202    | 99   | 61   | 421    | 1,030 | 468    | 63   | 137    | 64   | 0    | 298  | 11   | 11     |
| 2014 | J2     | 1,399 | 276    | 183    | 105  | 0    | 836    | 1,446 | 463    | 47   | 150    | 0    | 0    | 787  | -47  | 11     |
| 2015 | J1     | 1,813 | 446    | 281    | 187  | 0    | 899    | 1,700 | 503    | 62   | 138    | 0    | 0    | 997  | 113  | 78     |

- 金額の単位: 百万円

出典: 各年度のJクラブ決算一覧。
2011、
2012、
2013、
2014、
2015
| 年度 | リーグ | 収益  | 広告料 | 入場料 | 配分 | 育成 | 物販 | その他 | 費用  | 人件費 | 試合 | トップ | 育成 | 女子 | 物販 | 販売 | 利益 | 純利益 | 関連収益 |
| ---- | ------ | ----- | ------ | ------ | ---- | ---- | ---- | ------ | ----- | ------ | ---- | ------ | ---- | ---- | ---- | ---- | ---- | ------ | -------- |
| 2016 | J2     | 1,497 | 426    | 182    | 84   | 0    | 82   | 723    | 1,514 | 429    | 66   | 132    | 0    | 0    | 79   | 808  | -17  | 3      | -        |
| 2017 | J2     | 1,576 | 429    | 172    | 137  | 0    | 94   | 743    | 1,565 | 438    | 71   | 143    | 0    | 0    | 67   | 846  | 11   | 22     | -        |
| 2018 | J2     | 1,698 | 469    | 178    | 139  | 0    | 97   | 815    | 1,698 | 524    | 83   | 164    | 0    | 0    | 67   | 860  | 0    | 12     | 206      |
| 2019 | J2     | 1,845 | 573    | 241    | 143  | 0    | 121  | 767    | 1,855 | 549    | 101  | 189    | 0    | 0    | 81   | 935  | -11  | 5      | 200      |

- 金額の単位: 百万円
- 関連収益は2018年度より掲載

出典: 各年度のJクラブ決算一覧。
2016、
2017、
2018、
2019、

### 資産
2013年まで、公益法人山形県スポーツ振興21世紀協会がモンテディオ山形を運営した。
| 年度 | 総資産 | 総負債 | 正味財産 | 基本財産 |
| ---- | ------ | ------ | -------- | -------- |
| 2005 | 297    | 62     | 235      | 0        |
| 2006 | 179    | 62     | 116      | 0        |
| 2007 | 163    | 38     | 124      | 0        |
| 2008 | 173    | 151    | 22       | 0        |
| 2009 | 286    | 236    | 49       | 0        |
| 2010 | 191    | 215    | -23      | 0        |
| 2011 | 161    | 212    | -51      | 0        |
| 2012 | 131    | 117    | 14       | 0        |
| 2013 | 143    | 118    | 25       | 0        |

- 金額の単位: 百万円

出典: 各年度のJクラブ決算一覧。
2005、
2006、
2007、
2008、
2009、
2010、
2011、
2012、
2013
2014年、トップチーム事業の運営は山形県スポーツ振興21世紀協会から株式会社モンテディオ山形に移行した。
| 年度 | 総資産 | 総負債 | 純資産 | 資本金 |
| ---- | ------ | ------ | ------ | ------ |
| 2014 | 363    | 343    | 20     | 10     |
| 2015 | 540    | 442    | 98     | 10     |
| 2016 | 508    | 407    | 101    | 10     |
| 2017 | 541    | 418    | 123    | 10     |
| 2018 | 568    | 433    | 134    | 10     |
| 2019 | 553    | 413    | 139    | 10     |

- 金額の単位: 百万円

出典: 各年度のJクラブ決算一覧。
2014、
2015、
2016、
2017、
2018、
2019